# Honda HRC Castrol
Honda HRC Castrol es el equipo oficial de la fábrica japonesa Honda Racing Corporation en el Campeonato de MotoGP. Denominado entre 1995 y 2024 como Repsol Honda Team, desde 2025 se denomina Honda HRC Castrol tras terminar el patrocinio de Repsol y tener a Castrol como patrocinador oficial. Como equipo ha conseguido 16 títulos de pilotos y 10 títulos de escuderías en la categoría reina del Campeonato del Mundo de Motociclismo (6 de Marc Márquez, 5 de Mick Doohan, 2 de Valentino Rossi, 1 de Álex Crivillé, 1 de Nicky Hayden y 1 de Casey Stoner). Actualmente sus pilotos son Luca Marini y Joan Mir.

## Época Dorada

#### 1995

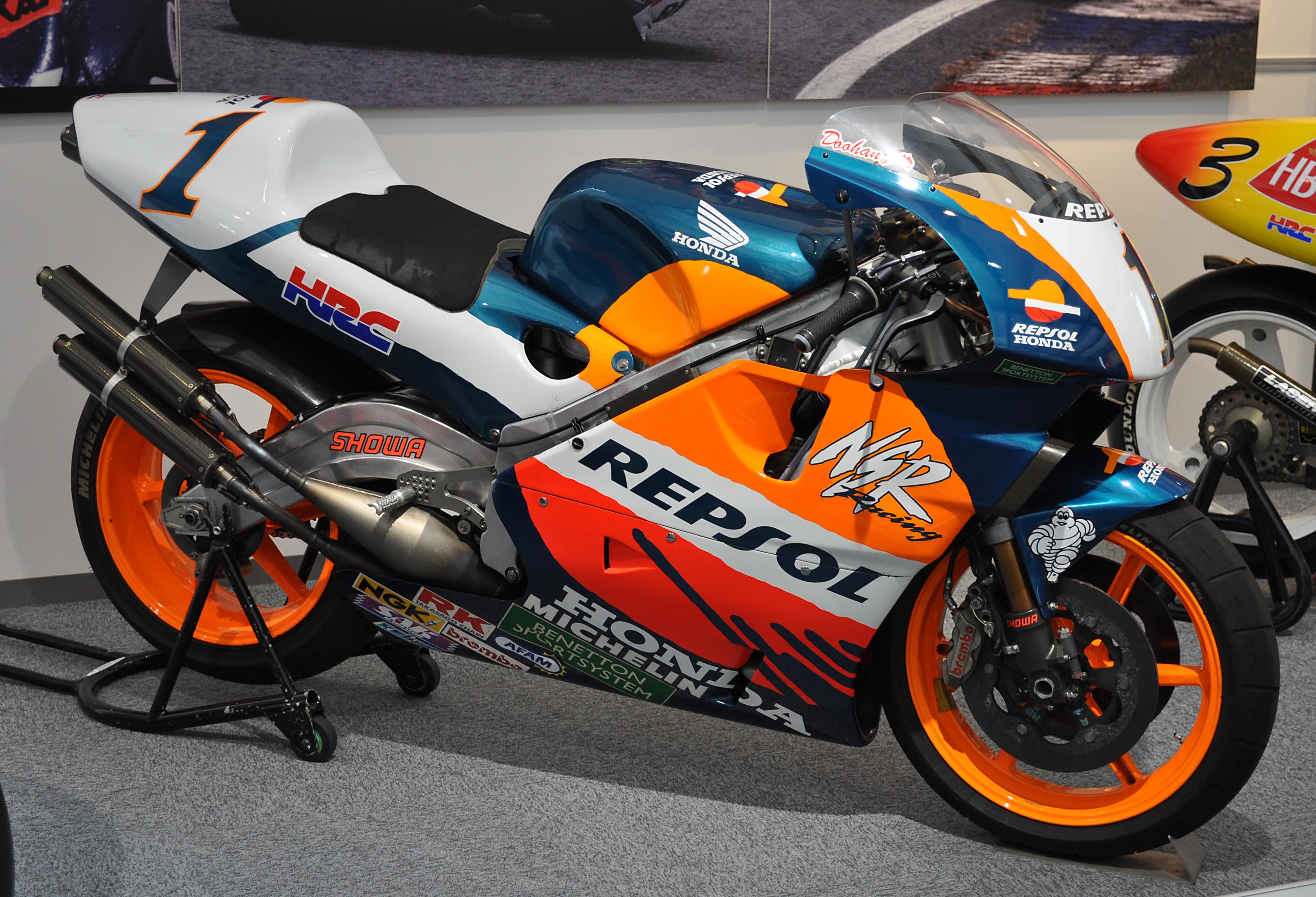
NSR500 de Mick Doohan

En 1995, ya como Repsol Honda Team, se mantienen los pilotos y se repite el título con Doohan, Crivillé acaba 4.º consiguiendo una victoria en el último Gran Premio e Ito finaliza 5.º.
| Dorsal | Piloto        | Moto   | AUS | MAL | JAP | ESP | ALE | ITA | NED | FRA | GBR | CZE | RIO | ARG | EUR | Puntos | Posición |
| ------ | ------------- | ------ | --- | --- | --- | --- | --- | --- | --- | --- | --- | --- | --- | --- | --- | ------ | -------- |
| 1      | Mick Doohan   | NSR500 | 1   | 1   | 2   | Ret | Ret | 1   | 1   | 1   | 1   | 2   | 2   | 1   | 4   | 248    | 1.º      |
| 6      | Àlex Crivillé | NSR500 | 3   | 3   | Ret | 3   | 4   | 5   | 2   | Ret | 3   | 6   | 6   | 4   | 1   | 166    | 4.º      |
| 7      | Shinichi Ito  | NSR500 | 10  | 7   | Ret | 8   | 3   | 4   | 8   | 4   | 6   | 5   | 10  | 9   | 2   | 127    | 5.º      |
| 55     | Takuma Aoki   | NSR500 |     |     | 3   |     |     |     |     |     |     |     |     |     |     | 16     | 23.º*    |

- *Takuma Aoki participó en el GP de Japón con HRC, pero sin el patrocinio de Repsol.

#### 1996

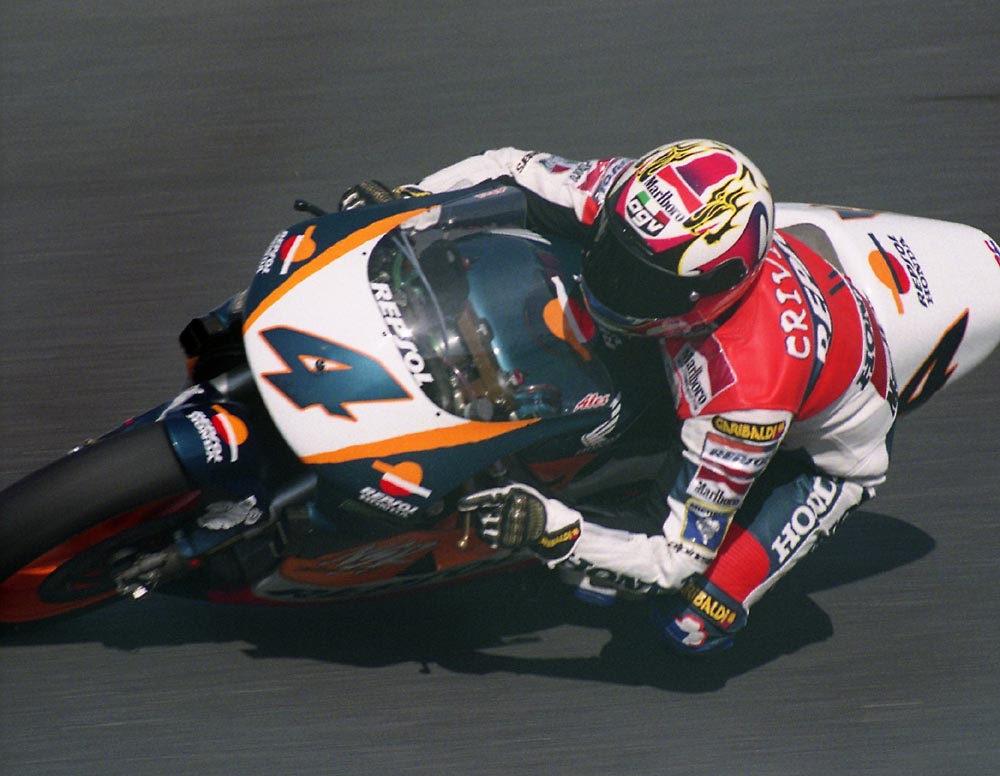
Crivillé en el GP Japón 1996

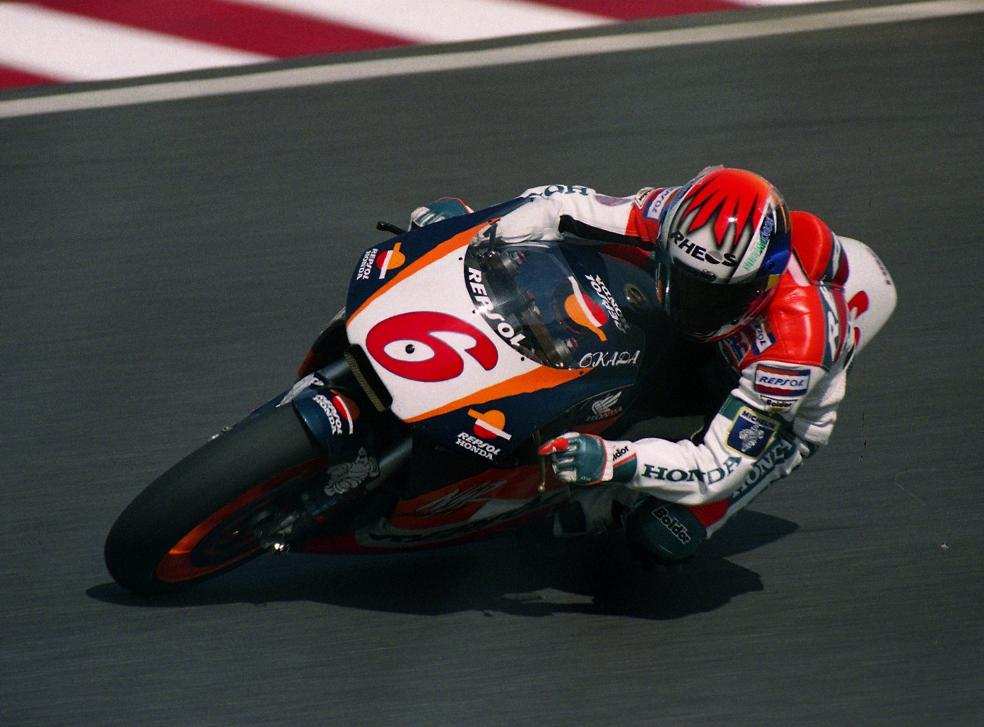
Okada en el GP Japón 1996

En 1996 Doohan y Crivillé mantienen durante toda la temporada duelos emocionantes, como en el Gran Premio de la República Checa, donde el español ganó por la menor diferencia de la historia, dos milésimas, pero al final se impone Doohan y Crivillé acaba 2.º.
Con la moto que Honda reservó para los equipos satélites, la NSR500V, pero con los colores de Repsol, pilotaron los japoneses Tadayuki Okada y Shinichi Ito, finalizando 7.º y 12.º respectivamente.
| Dorsal | Piloto         | Moto           | MAL | IDN | JAP | ESP | ITA | FRA | NED | ALE | GBR | AUT | CZE | IMO | CAT | RIO | AUS | Puntos | Posición |
| ------ | -------------- | -------------- | --- | --- | --- | --- | --- | --- | --- | --- | --- | --- | --- | --- | --- | --- | --- | ------ | -------- |
| 1      | Mick Doohan    | NSR500 (NV0W)  | 5   | 1   | 6   | 1   | 1   | 1   | 1   | 2   | 1   | 2   | 2   | 1   | 2   | 1   | 8   | 309    | 1.º      |
| 4      | Àlex Crivillé  | NSR500 (NV0W)  | Ret | 4   | 2   | Ret | 2   | 2   | 2   | 3   | 2   | 1   | 1   | 2   | 3   | 2   | 6   | 245    | 2.º      |
| 52     | Takuma Aoki    | NSR500 (NV0W)  |     |     | Ret |     |     |     |     |     |     |     |     |     |     |     |     | 0      | NC*      |
| 6      | Tadayuki Okada | NSR500V (NVAA) | Ret | Ret | 4   | 3   | 7   | Ret | 13  | 7   | 4   | 11  | 7   | 3   | 5   | 8   | 2   | 132    | 7.º      |
| 41     | Shinichi Ito   | NSR500V (NVAA) | Ret | 13  | 11  | 9   | 8   | Ret | 10  | 9   | 10  | Ret | 10  | 9   | 6   | 11  | 9   | 77     | 12.º     |

- *Takuma Aoki participó en el GP de Japón con HRC, pero sin el patrocinio de Repsol.

#### 1997

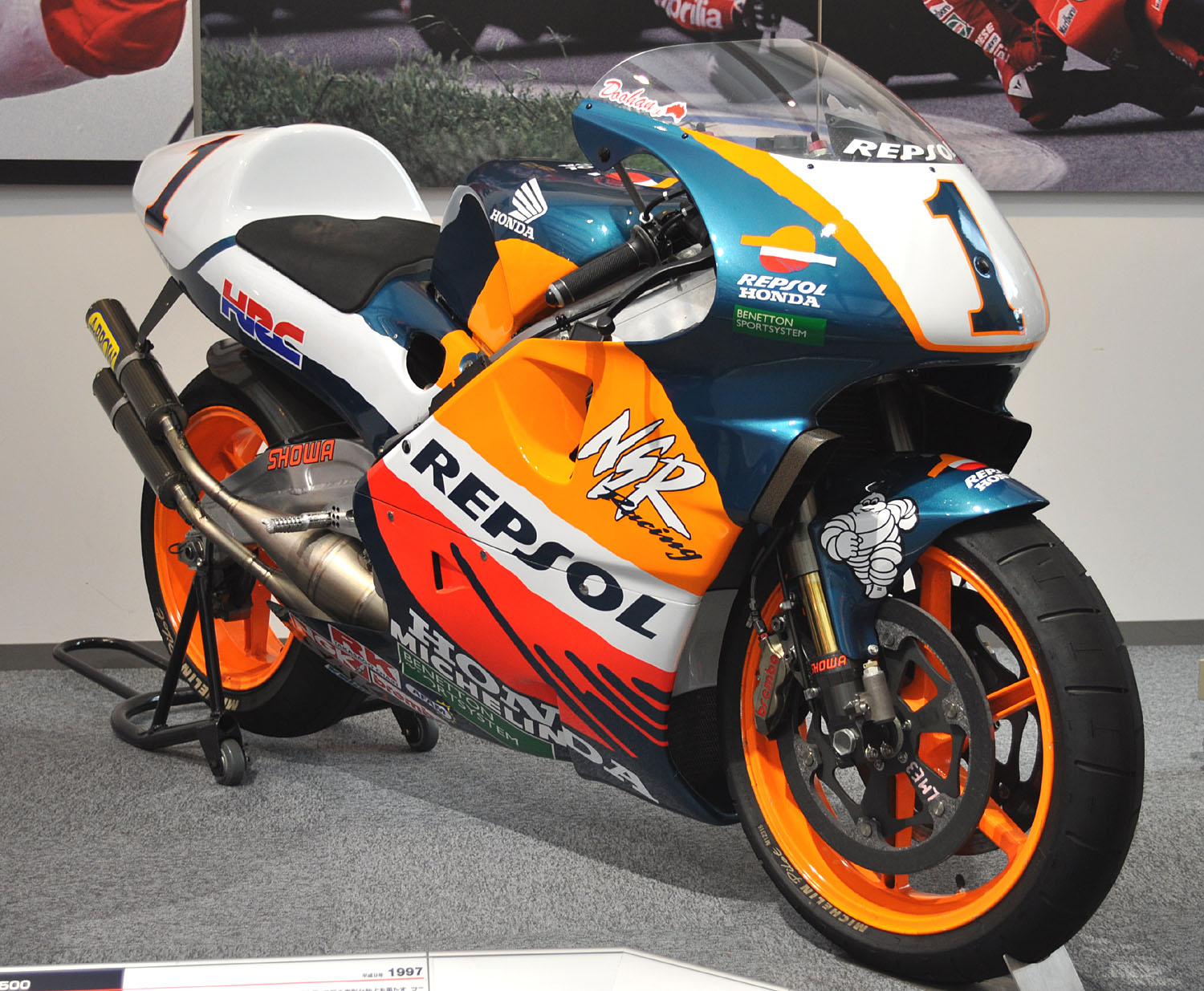
NSR500 de Mick Doohan
Hasta 1999 la apariencia de la moto apenas cambió. Luego se suprimió el color blanco del frontal y del colín

En 1997 y 1998 Doohan repite éxitos quedando Crivillé 4.º y 3.º respectivamente, sumando en estas 5 temporadas 51 victorias entre los dos (44 de Doohan y 7 de Crivillé).
Por su parte, Tadayuki Okada fue 2.º en 1997 con una victoria y 8.º en 1998. Takuma Aoki es el cuarto piloto del equipo en 1997, finalizando 5.º.
El equipo Repsol-Honda gana todas las carreras del campeonato.
| Dorsal | Piloto         | Moto           | MAL | JAP | ESP | ITA | AUT | FRA | NED | IMO | ALE | RIO | GBR | CZE | CAT | IDN | AUS | Puntos | Posición |
| ------ | -------------- | -------------- | --- | --- | --- | --- | --- | --- | --- | --- | --- | --- | --- | --- | --- | --- | --- | ------ | -------- |
| 1      | Mick Doohan    | NSR500 (NV0X)  | 1   | 1   | 2   | 1   | 1   | 1   | 1   | 1   | 1   | 1   | 1   | 1   | 1   | 2   | Ret | 340    | 1.º      |
| 7      | Tadayuki Okada | NSR500 (NV0X)  | 10  | 3   | 3   | Ret | 2   | 3   | 12  | 5   | 2   | 2   | 2   | Ret | 6   | 1   | 4   | 197    | 2.º      |
| 2      | Àlex Crivillé  | NSR500 (NV0X)  | 2   | 2   | 1   | 4   | 5   | 4   | -   | -   | -   | -   | -   | 4   | 3   | 3   | 1   | 172    | 4.º      |
| 24     | Takuma Aoki    | NSR500V (NVAB) | 5   | 4   | 4   | Ret | Ret | 5   | Ret | 3   | 3   | DNS | 10  | 6   | 7   | 7   | 2   | 134    | 5.º      |

#### 1998
Durante la pretemporada de 1998, Takuma Aoki sufrió un severo accidente quedando paralítico. El español Sete Gibernau pilotó la bicilíndrica NSR500V finalizando el campeonato en 11.ª posición.
| Dorsal | Piloto         | Moto    | JAP | MAL | ESP | ITA | FRA | MAD | NED | GBR | ALE | CZE | IMO | CAT | AUS | ARG | Puntos | Posición |
| ------ | -------------- | ------- | --- | --- | --- | --- | --- | --- | --- | --- | --- | --- | --- | --- | --- | --- | ------ | -------- |
| 1      | Mick Doohan    | NSR500  | Ret | 1   | 2   | 1   | 2   | Ret | 1   | 2   | 1   | Ret | 1   | 1   | 1   | 1   | 260    | 1.º      |
| 4      | Àlex Crivillé  | NSR500  | 4   | 4   | 1   | 3   | 1   | 5   | 6   | 4   | 3   | 2   | 2   | Ret | 3   | Ret | 198    | 3.º      |
| 2      | Tadayuki Okada | NSR500  | 2   | Ret | 7   | DNQ | -   | -   | 8   | -   | -   | 4   | 7   | 2   | 9   | 2   | 106    | 8.º      |
| 15     | Sete Gibernau  | NSR500V | 10  | Ret | 12  | 14  | 10  | 3   | Ret | Ret | Ret | 6   | 8   | 4   | Ret | 9   | 72     | 11.º     |

### Accidente de Doohan y título para Crivillé

#### 1999

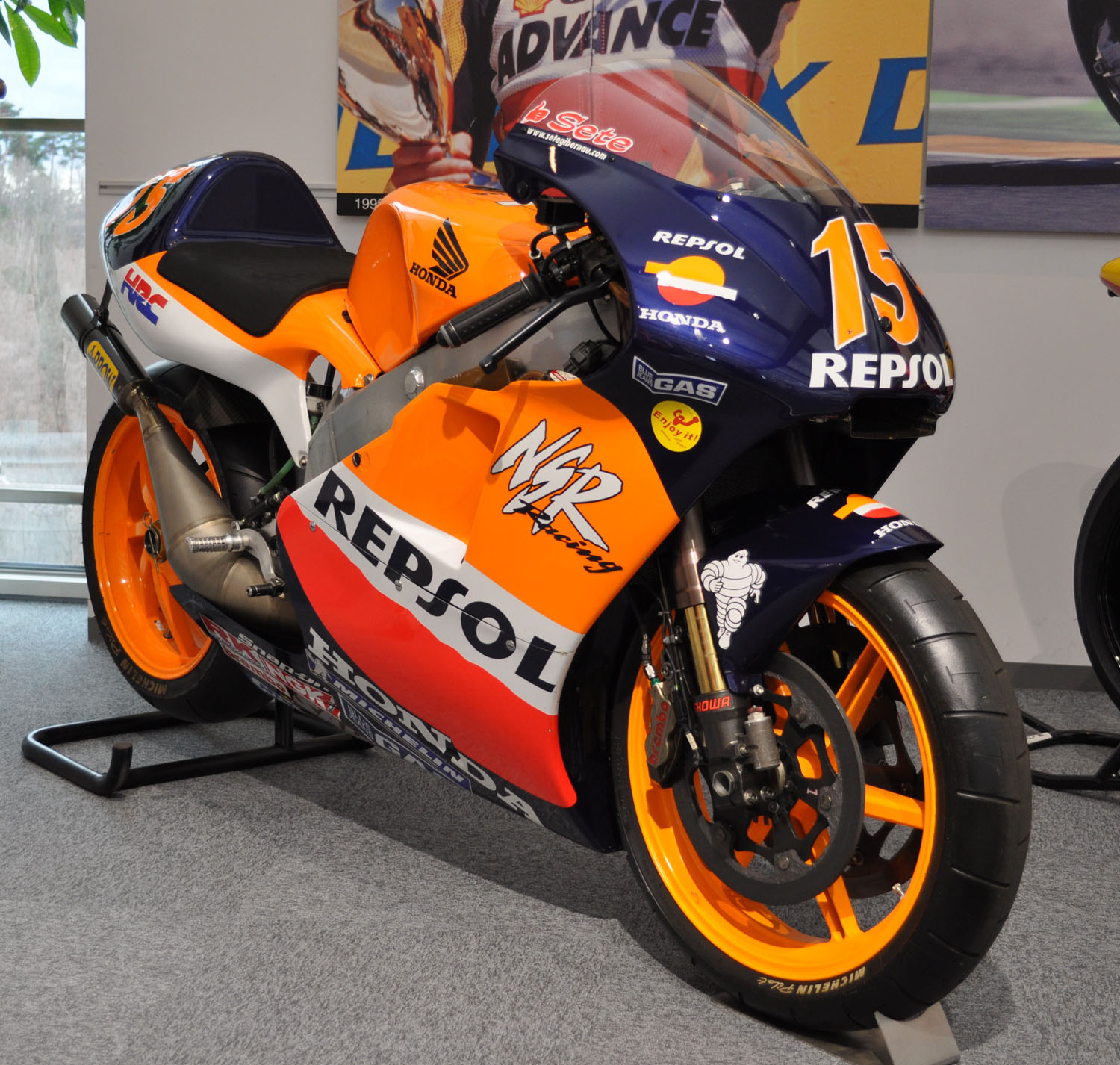
NSR500V de Sete Gibernau

El accidente durante los entrenamientos del GP de Jerez y posterior retirada de Michael Doohan en Jerez dan vía libre a Álex Crivillé que, teniendo de compañeros a Sete Gibernau y Okada, logra su primer título de 500cc sumando seis victorias en 1999, cuatro de ellas de forma consecutiva.
| Dorsal | Piloto         | Moto    | MAL | JAP | ESP | FRA | ITA | CAT | NED | GBR | ALE | CZE | IMO | VAL | AUS | RSA | RIO | ARG | Puntos | Posición |
| ------ | -------------- | ------- | --- | --- | --- | --- | --- | --- | --- | --- | --- | --- | --- | --- | --- | --- | --- | --- | ------ | -------- |
| 1      | Mick Doohan    | NSR500  | 4   | 2   | DNS | -   | -   | -   | -   | -   | -   | -   | -   | -   | -   | -   | -   | -   | 33     | 17.º     |
| 3      | Àlex Crivillé  | NSR500  | 3   | 4   | 1   | 1   | 1   | 1   | Ret | 1   | 2   | 2   | 1   | Ret | 5   | 3   | 6   | 5   | 267    | 1.º      |
| 8      | Tadayuki Okada | NSR500  | 5   | 15  | 4   | 9   | 3   | 2   | 1   | 2   | Ret | 1   | 4   | 4   | 1   | 4   | 7   | Ret | 211    | 3.º      |
| 15     | Sete Gibernau  | NSR500  |     |     |     |     |     | 3   | 3   | DNS | 9   | 10  | 10  | 9   | 6   | 2   | 5   | 6   | 165    | 5.º      |
| 15     | Sete Gibernau  | NSR500V | 10  | 5   | 3   | 4   | 6   |     |     |     |     |     |     |     |     |     |     |     | 165    | 5.º      |

#### 2000
En el año 2000 se mantiene el plantel en el Repsol Honda pero tan sólo consigue una victoria en toda la temporada por parte de Crivillé, en el GP de Francia.
| Dorsal | Piloto         | Moto   | RSA | MAL | JAP | ESP | FRA | ITA | CAT | NED | GBR | ALE | CZE | POR | VAL | RIO | PAC | AUS | Puntos | Posición |
| ------ | -------------- | ------ | --- | --- | --- | --- | --- | --- | --- | --- | --- | --- | --- | --- | --- | --- | --- | --- | ------ | -------- |
| 1      | Àlex Crivillé  | NSR500 | 5   | Ret | 6   | 4   | 1   | Ret | Ret | 2   | 7   | Ret | 7   | 6   | Ret | 11  | 6   | Ret | 122    | 9.º      |
| 8      | Tadayuki Okada | NSR500 | Ret | 6   | 3   | 10  | 14  | 8   | 15  | 11  | 10  | 5   | 10  | 7   | 9   | 9   | 10  | 9   | 107    | 11.º     |
| 5      | Sete Gibernau  | NSR500 | Ret | 7   | Ret | Ret | 15  | 10  | Ret | 7   | 11  | 10  | 6   | Ret | 8   | 7   | 12  | Ret | 72     | 15.º     |

#### 2001
En 2001 conforman el equipo Crivillé y Tohru Ukawa. No consigue ninguna victoria el equipo, aunque Honda gana con Valentino Rossi el título dentro del Nastro Azurro Team.
| Dorsal | Piloto        | Moto   | JAP | RSA | ESP | FRA | ITA | CAT | NED | GBR | ALE | CZE | POR | VAL | PAC | AUS | MAL | RIO | Puntos | Posición |
| ------ | ------------- | ------ | --- | --- | --- | --- | --- | --- | --- | --- | --- | --- | --- | --- | --- | --- | --- | --- | ------ | -------- |
| 28     | Àlex Crivillé | NSR500 | 9   | 6   | 3   | 5   | 4   | 11  | Ret | 7   | DNS | 2   | Ret | Ret | 11  | 11  | 6   | 7   | 120    | 8.º      |
| 11     | Tohru Ukawa   | NSR500 | Ret | 3   | 5   | Ret | 7   | 7   | 8   | 16  | Ret | 5   | Ret | 6   | 5   | 5   | 5   | Ret | 107    | 10.º     |

### Dominio de Valentino Rossi

#### 2002

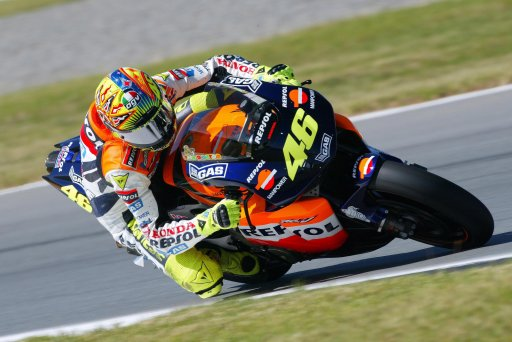
Rossi con la Honda RC211V

En 2002 llega al Repsol Honda Valentino Rossi que había ganado con un equipo satélite de Honda el campeonato de 500cc teniendo como compañero a Tohru Ukawa. La RC211V de 1000cc Y 5 cilindros les da una tremenda superioridad y arrasan con Rossi en el campeonato ganando once carreras, siete de ellas de forma consecutiva y Ukawa acaba 3.º, logrando una victoria.
| Dorsal | Piloto          | Moto   | Neu. | JAP | RSA | ESP | FRA | ITA | CAT | NED | GBR | ALE | CZE | POR | RIO | PAC | MAL | AUS | VAL | Puntos | Posición |
| ------ | --------------- | ------ | ---- | --- | --- | --- | --- | --- | --- | --- | --- | --- | --- | --- | --- | --- | --- | --- | --- | ------ | -------- |
| 46     | Valentino Rossi | RC211V | M    | 1   | 2   | 1   | 1   | 1   | 1   | 1   | 1   | 1   | Ret | 1   | 1   | 2   | 2   | 1   | 2   | 355    | 1.º      |
| 11     | Tohru Ukawa     | RC211V | M    | Ret | 1   | 3   | 2   | 3   | 2   | 5   | WD  | 3   | 3   | 3   | Ret | 4   | 4   | 3   | 5   | 209    | 3.º      |
| 72     | Shinichi Ito    | RC211V | M    | 4   |     |     |     |     |     |     |     |     |     |     |     |     |     |     |     | 13     | 21.º*    |

- *Shinichi Ito parcitipó en el GP de Japón con HRC, pero sin el patrocinio de Repsol.

#### 2003

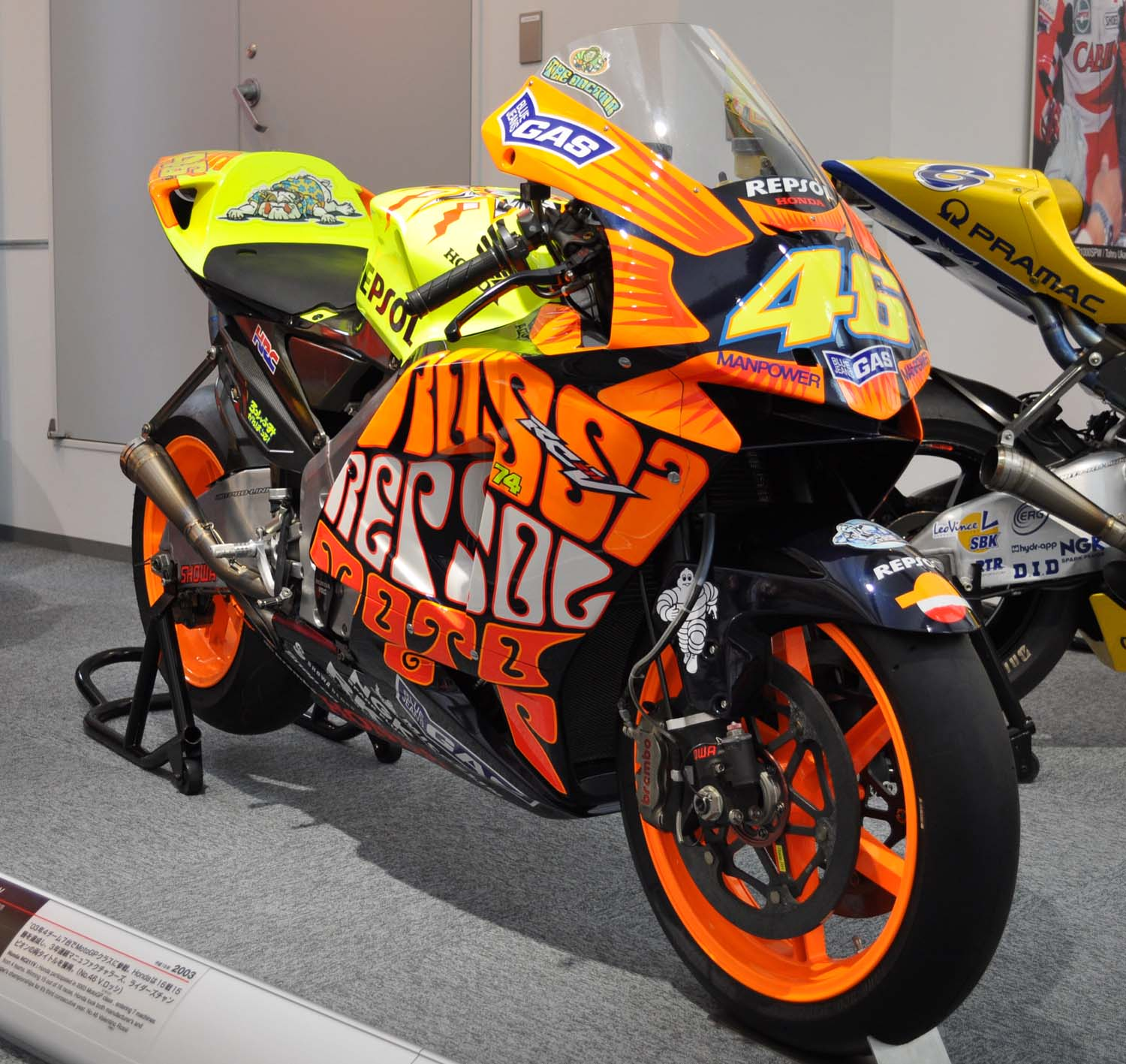
Edición 2003 especial de la RC211V de Valentino Rossi

En 2003 repiten, sigue Rossi y se ficha a Hayden y de nuevo arrasan en el campeonato con Rossi, que gana 9 carreras.
| Dorsal | Piloto          | Moto   | Neu. | JAP | RSA | ESP | FRA | ITA | CAT | NED | GBR | ALE | CZE | POR | RIO | PAC | MAL | AUS | VAL | Puntos | Posición |
| ------ | --------------- | ------ | ---- | --- | --- | --- | --- | --- | --- | --- | --- | --- | --- | --- | --- | --- | --- | --- | --- | ------ | -------- |
| 46     | Valentino Rossi | RC211V | M    | 1   | 2   | 1   | 2   | 1   | 2   | 3   | 3   | 2   | 1   | 1   | 1   | 2   | 1   | 1   | 1   | 357    | 1.º      |
| 69     | Nicky Hayden    | RC211V | M    | 7   | 7   | Ret | 12  | 12  | 9   | 11  | 8   | 5   | 6   | 9   | 5   | 3   | 4   | 3   | 16  | 130    | 5.º      |

## Era post-Rossi

### Declive

#### 2004

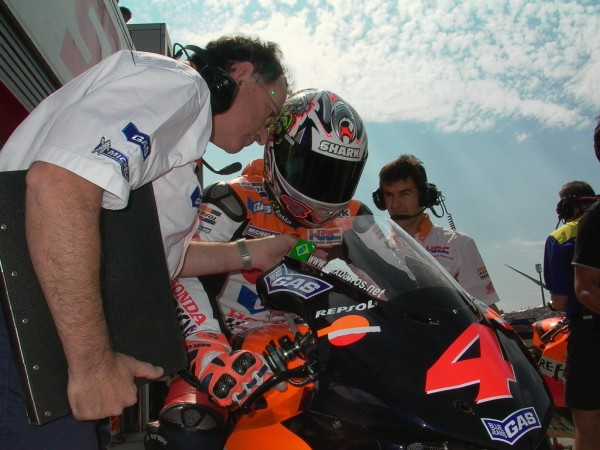
Alex Barros en Motegi 2004

Tras la marcha de Rossi en el equipo oficial están Nicky Hayden y el brasileño Álex Barros. La temporada 2004 resulta un fracaso y no ganan ninguna carrera. Además los equipos satélites de Gibernau y Max Biaggi ganan carreras y dejan en ridículo al equipo de fábrica.
| Dorsal | Piloto       | Moto   | Neu. | RSA | ESP | FRA | ITA | CAT | NED | RIO | ALE | GBR | CZE | POR | JAP | QAT | MAL | AUS | VAL | Puntos | Posición |
| ------ | ------------ | ------ | ---- | --- | --- | --- | --- | --- | --- | --- | --- | --- | --- | --- | --- | --- | --- | --- | --- | ------ | -------- |
| 4      | Alex Barros  | RC211V | M    | 4   | 3   | 7   | 6   | Ret | Ret | 5   | 2   | 9   | Ret | 3   | 4   | 4   | 3   | 5   | 6   | 165    | 4.º      |
| 69     | Nicky Hayden | RC211V | M    | 5   | 5   | 11  | Ret | Ret | 5   | 3   | 3   | 4   | Ret | -   | Ret | 5   | 4   | 6   | Ret | 117    | 8.º      |
| 72     | Tohru Ukawa  | RC211V | M    |     |     |     |     |     |     |     |     |     |     |     | Ret |     |     |     |     | 0      | NC*      |

- *Tohru Ukawa participó en el GP de Japón con HRC, pero sin el patrocinio de Repsol.

#### 2005

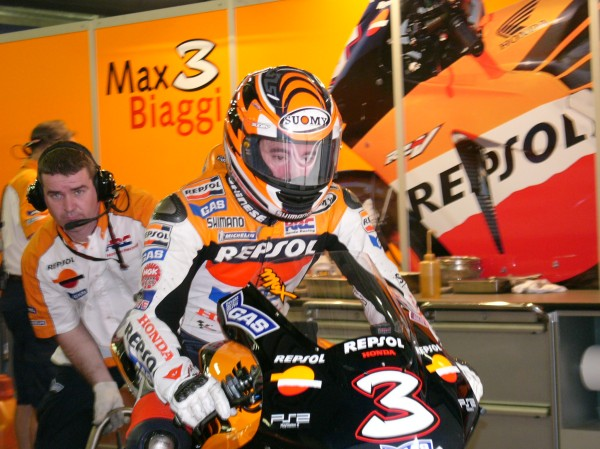
Max Biaggi en el box de Repsol

En 2005 se mantiene a Hayden y se ficha a Max Biaggi. La temporada vuelve a ser decepcionante y sólo gana una carrera con Hayden en el regreso del GP de EE. UU. en Laguna Seca. De nuevo los pilotos satélites del equipo de Gresini quedan por delante de los de fábrica.
| Dorsal | Piloto       | Moto   | Neu. | ESP | POR | CHN | FRA | ITA | CAT | NED | USA | GBR | ALE | CZE | JAP | MAL | QAT | AUS | TUR | VAL | Puntos | Posición |
| ------ | ------------ | ------ | ---- | --- | --- | --- | --- | --- | --- | --- | --- | --- | --- | --- | --- | --- | --- | --- | --- | --- | ------ | -------- |
| 69     | Nicky Hayden | RC211V | M    | 2   | 7   | 9   | 6   | 6   | 5   | 4   | 1   | Ret | 3   | 5   | 7   | 4   | 3   | 2   | 3   | 2   | 206    | 3.º      |
| 3      | Max Biaggi   | RC211V | M    | 1   | 3   | 5   | 5   | 2   | 2   | 2   | 4   | Ret | 4   | 3   | 2   | 6   | Ret | Ret | 12  | 6   | 173    | 5.º      |

### Campeones con Nicky Hayden

#### 2006

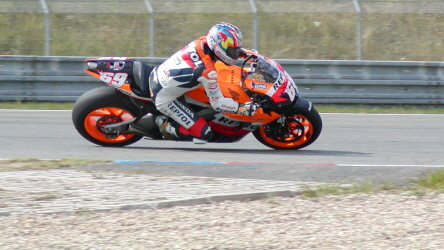
Nicky Hayden en Brno en 2006

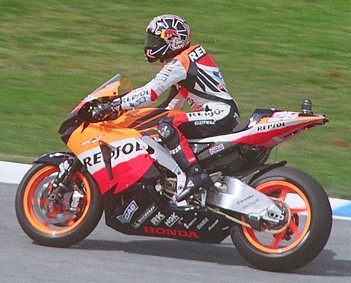
Dani Pedrosa con la RC211V

En 2006 Hayden continúa como piloto del equipo Repsol Honda al que se le suma la sensación de las categorías inferiores, Dani Pedrosa, que venía de ser campeón del mundo de 125cc y doble campeón del mundo de 250cc. La temporada arranca bien y los dos están en el podio, en China llega la primera victoria del año de la mano de Pedrosa que vuelve a ganar en Inglaterra, mientras que Hayden gana en Holanda y en Laguna Seca. A pesar de ganar tan sólo dos carreras frente a las seis de Rossi o de otros pilotos, y un incidente con su propio compañero en el penúltimo Gran Premio, Hayden se hace con el título y Dani Pedrosa acaba 5.º.
| Dorsal | Piloto       | Moto   | Neu. | ESP | QAT | TUR | CHN | FRA | ITA | CAT | NED | GBR | ALE | USA | CZE | MAL | AUS | JAP | POR | VAL | Puntos | Posición |
| ------ | ------------ | ------ | ---- | --- | --- | --- | --- | --- | --- | --- | --- | --- | --- | --- | --- | --- | --- | --- | --- | --- | ------ | -------- |
| 69     | Nicky Hayden | RC211V | M    | 3   | 2   | 3   | 2   | 5   | 3   | 2   | 1   | 7   | 3   | 1   | 9   | 4   | 5   | 5   | Ret | 3   | 252    | 1.º      |
| 26     | Dani Pedrosa | RC211V | M    | 2   | 6   | 14  | 1   | 3   | 4   | Ret | 3   | 1   | 4   | 2   | 3   | 3   | 15  | 7   | Ret | 4   | 215    | 5.º      |

### Cosa de tres

#### 2007

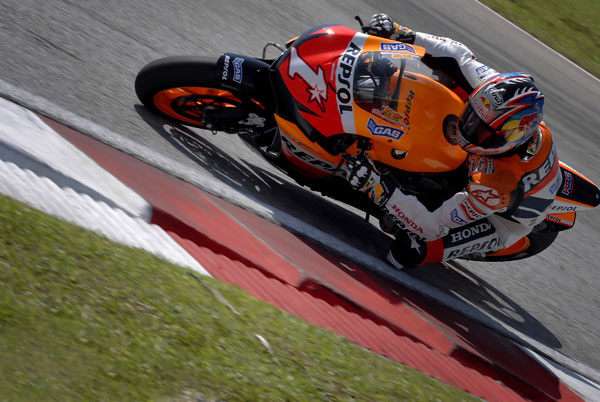
Hayden con el número 1 en un test en el Circuito de Sepang

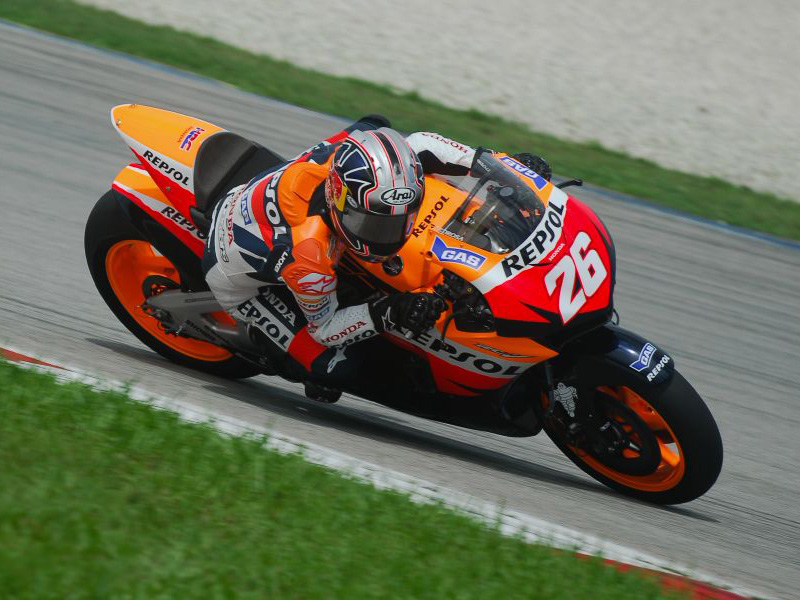
Pedrosa en un test en Sepang

En 2007 el Repsol Honda se presenta como máximo favorito apostando fuerte por Dani Pedrosa como jefe de filas del equipo con la nueva moto de Honda de 800cc, la RC212V. La temporada no acaba como se esperaba y Pedrosa se tiene que conformar con ser 2.º ganando dos carreras y quedando a más de 100 puntos del campeón Casey Stoner. Nicky Hayden no hace más que tres podios mediada la temporada y acaba 8.º en el Mundial.
| Dorsal | Piloto       | Moto   | Neu. | QAT | ESP | TUR | CHN | FRA | ITA | CAT | GBR | NED | ALE | USA | CZE | RSM | POR | JAP | AUS | MAL | VAL | Puntos | Posición |
| ------ | ------------ | ------ | ---- | --- | --- | --- | --- | --- | --- | --- | --- | --- | --- | --- | --- | --- | --- | --- | --- | --- | --- | ------ | -------- |
| 26     | Dani Pedrosa | RC212V | M    | 3   | 2   | Ret | 4   | 4   | 2   | 3   | 8   | 4   | 1   | 5   | 4   | Ret | 2   | Ret | 4   | 3   | 1   | 242    | 2.º      |
| 1      | Nicky Hayden | RC212V | M    | 8   | 7   | 7   | 12  | Ret | 10  | 11  | 17  | 3   | 3   | Ret | 3   | 13  | 4   | 9   | Ret | 9   | 8   | 127    | 8.º      |

#### 2008
En 2008 se mantienen Pedrosa y Hayden como pilotos oficiales. La primera parte de campeonato es buena y Pedrosa gana en Jerez y Cataluña llegando a liderar el campeonato. Sin embargo, la lesión de Pedrosa y la debacle de los Michelín dan al traste con la temporada, llegando a cambiar Pedrosa a Bridgestone. Pedrosa acaba 3.º y Hayden se despide del equipo acabando 6.º consiguiendo sólo dos podios.
| Dorsal | Piloto         | Moto   | Neu. | QAT | ESP | POR | CHN | FRA | ITA | CAT | GBR | NED | ALE | USA | CZE | RSM | IND | JAP | AUS | MAL | VAL | Puntos | Posición |
| ------ | -------------- | ------ | ---- | --- | --- | --- | --- | --- | --- | --- | --- | --- | --- | --- | --- | --- | --- | --- | --- | --- | --- | ------ | -------- |
| 2      | Dani Pedrosa   | RC212V | B    |     |     |     |     |     |     |     |     |     |     |     |     |     |     | 3   | Ret | 2   | 2   | 249    | 3.º      |
| 2      | Dani Pedrosa   | RC212V | M    | 3   | 1   | 2   | 2   | 4   | 3   | 1   | 3   | 2   | Ret | -   | 15  | 4   | 8   |     |     |     |     | 249    | 3.º      |
| 69     | Nicky Hayden   | RC212V | M    | 10  | 4   | Ret | 6   | 8   | 13  | 8   | 7   | 4   | 13  | 5   | -   | DNS | 2   | 5   | 3   | 4   | 5   | 155    | 6.º      |
| 8      | Tadayuki Okada | RC212V | M    |     |     |     |     |     | 14  |     |     |     |     |     |     |     |     |     |     |     |     | 2      | 21.º     |

#### 2009

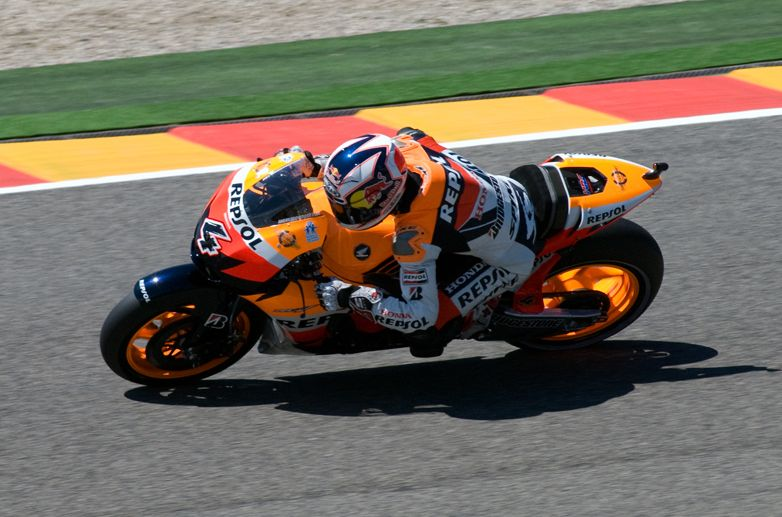
Dovizioso en Mugello en 2009

Para 2009 se mantiene Pedrosa al que se le une Andrea Dovizioso, es una temporada con varios altibajos. La primera victoria no llega hasta Laguna Seca ganada por Dani Pedrosa. El Repsol Honda vuelve a ganar en Inglaterra con Dovizioso, único podio que consigue el italiano durante la temporada, y en Valencia con Dani Pedrosa que acaba 3.º del campeonato, mientras que Dovizioso lo hace en 6.º posición.
| Dorsal | Piloto           | Moto   | Neu. | QAT | JAP | ESP | FRA | ITA | CAT | NED | USA | ALE | GBR | CZE | IND | RSM | POR | AUS | MAL | VAL | Puntos | Posición |
| ------ | ---------------- | ------ | ---- | --- | --- | --- | --- | --- | --- | --- | --- | --- | --- | --- | --- | --- | --- | --- | --- | --- | ------ | -------- |
| 3      | Dani Pedrosa     | RC212V | B    | 11  | 3   | 2   | 3   | Ret | 6   | Ret | 1   | 3   | 9   | 2   | 10  | 3   | 3   | 3   | 2   | 1   | 234    | 3.º      |
| 4      | Andrea Dovizioso | RC212V | B    | 5   | 5   | 8   | 4   | 4   | 4   | Ret | Ret | Ret | 1   | 4   | 4   | 4   | 7   | 6   | Ret | 8   | 160    | 6.º      |

#### 2010

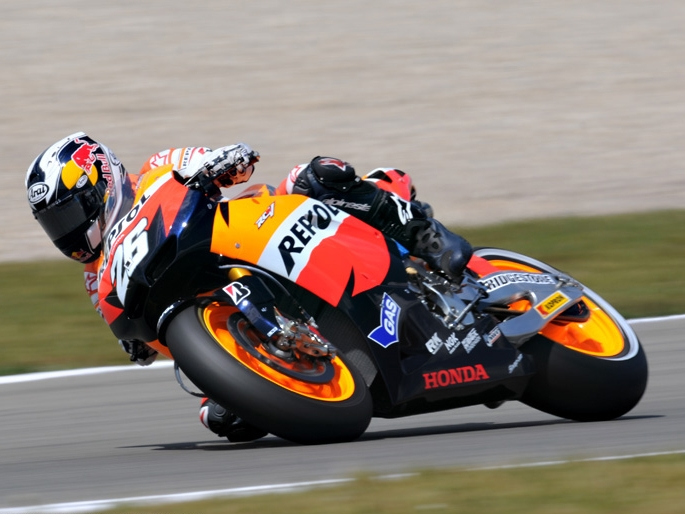
Pedrosa en Assen 2010

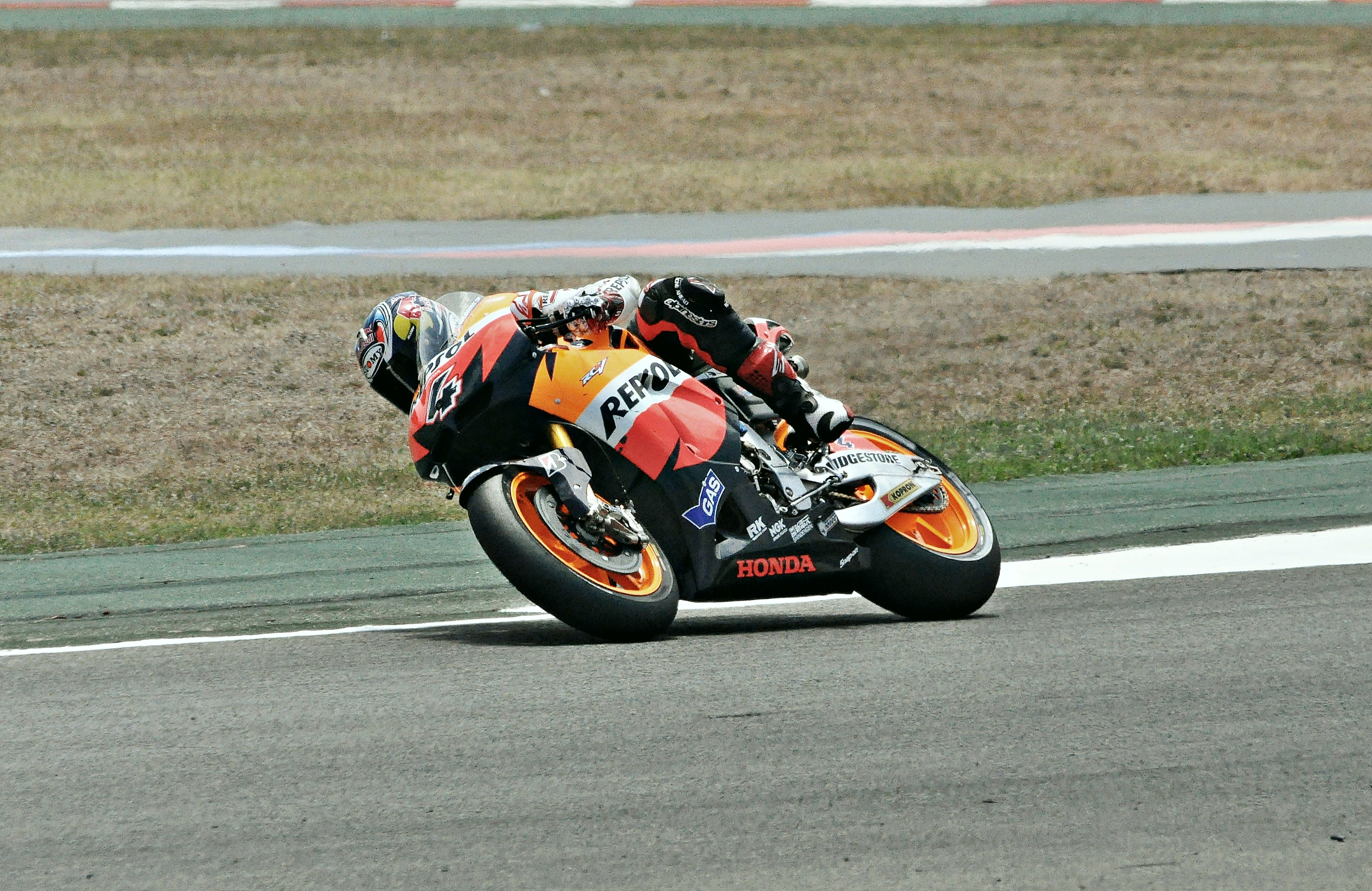
Dovizioso en Montmeló en 2010

En 2010 siguen los mismos pilotos y arranca la temporada con un podio de Dovizioso y con Pedrosa atrás. La primera victoria llega en Mugello por parte de Pedrosa que repite en Alemania, Indianápolis y Misano. A pesar de estos buenos resultados a falta de 5 carreras para acabar la temporada y con opciones de alzarse con el título, durante el Gran Premio de Japón un fallo mecánico en la Honda de Dani Pedrosa le deja sin opciones al campeonato al provocarle una fuerte caída y como consecuencia una fractura en la clavícula. Aun así consigue acabar la temporada 2.º en el campeonato y su compañero Andrea Dovizioso 5.º.
| Dorsal | Piloto           | Moto   | Neu. | QAT | ESP | FRA | ITA | GBR | NED | CAT | ALE | USA | CZE | IND | RSM | ARA | JAP | MAL | AUS | POR | VAL | Puntos | Posición |
| ------ | ---------------- | ------ | ---- | --- | --- | --- | --- | --- | --- | --- | --- | --- | --- | --- | --- | --- | --- | --- | --- | --- | --- | ------ | -------- |
| 26     | Dani Pedrosa     | RC212V | B    | 7   | 2   | 5   | 1   | 8   | 2   | 2   | 1   | Ret | 2   | 1   | 1   | 2   | DNS |     | DNS | 8   | 7   | 245    | 2.º      |
| 4      | Andrea Dovizioso | RC212V | B    | 3   | 6   | 3   | 3   | 2   | 5   | 14  | 5   | 4   | Ret | 5   | 4   | Ret | 2   | 2   | Ret | 3   | 5   | 206    | 5.º      |

### Llegada de Casey Stoner

#### 2011

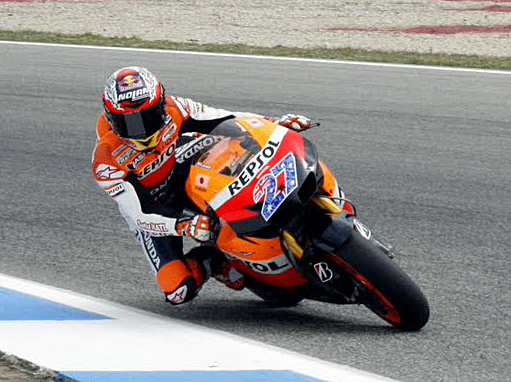
Stoner, GP de Portugal 2011

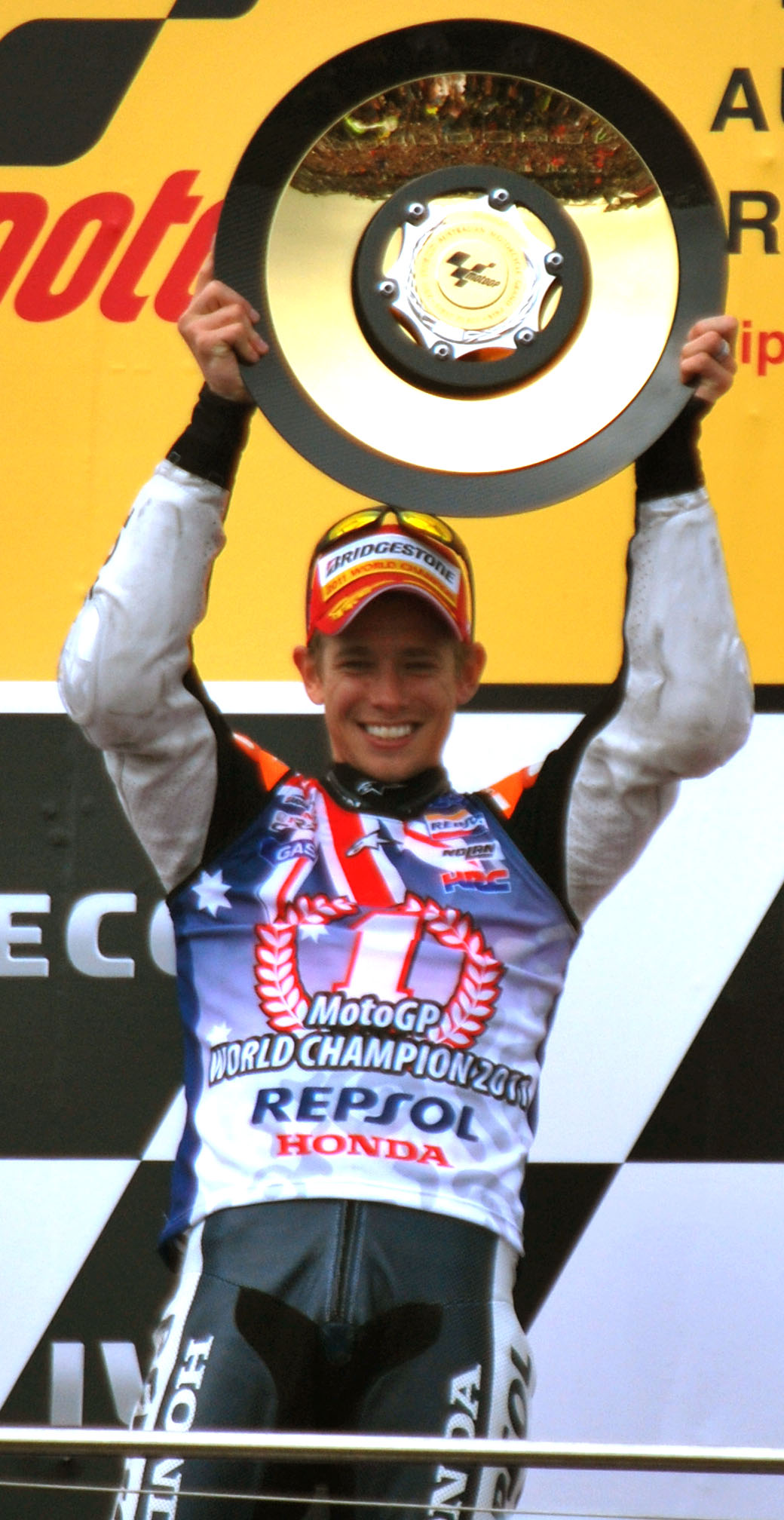
Casey Stoner, Campeón del Mundo de MotoGP en 2011

Para la temporada 2011 se confirma el fichaje del australiano Casey Stoner, que se incorpora al equipo formado por Pedrosa y Dovizioso.
La temporada no puede ser mejor para Stoner, haciéndose con el campeonato, logrando diez victorias y subiéndose al podio siempre que finalizaba la carrera. Dovizioso logra varios podios y termina tercero en el Mundial, mientras que Pedrosa, después de ganar en Portugal, sufre una gravísima lesión en el Gran Premio de Francia que le mantiene alejado de los circuitos durante varias carreras. Tras su regreso logra dos victorias y varios podios consiguiendo la cuarta plaza final.
| Dorsal | Piloto           | Moto   | Neu. | QAT | ESP | POR | FRA | CAT | GBR | NED | ITA | ALE | USA | CZE | IND | RSM | ARA | JAP | AUS | MAL‡ | VAL | Puntos | Posición |
| ------ | ---------------- | ------ | ---- | --- | --- | --- | --- | --- | --- | --- | --- | --- | --- | --- | --- | --- | --- | --- | --- | ---- | --- | ------ | -------- |
| 27     | Casey Stoner     | RC212V | B    | 1   | Ret | 3   | 1   | 1   | 1   | 2   | 3   | 3   | 1   | 1   | 1   | 3   | 1   | 3   | 1   | C    | 1   | 350    | 1.º      |
| 4      | Andrea Dovizioso | RC212V | B    | 4   | 12  | 4   | 2   | 4   | 2   | 3   | 2   | 4   | 5   | 2   | 5   | 5   | Ret | 5   | 3   | C    | 3   | 228    | 3.º      |
| 26     | Dani Pedrosa     | RC212V | B    | 3   | 2   | 1   | Ret |     |     |     | 8   | 1   | 3   | Ret | 2   | 2   | 2   | 1   | 4   | C    | 5   | 219    | 4.º      |
| 7      | Hiroshi Aoyama   | RC212V | B    |     |     |     |     |     |     | 8   |     |     |     |     |     |     |     |     |     |      |     | 8      | 10.º*    |
| 72     | Shinichi Ito     | RC212V | B    |     |     |     |     |     |     |     |     |     |     |     |     |     |     | 12  |     |      |     | 3      | 13.º**   |

- ‡ La carrera se canceló debido al fallecimiento del piloto Marco Simoncelli durante un accidente ocurrido en la vuelta 2 de la carrera.
- * Hiroshi Aoyama sustituyó a Dani Pedrosa en el GP de Assen, pero el resto de la temporada compitió en el Gresini Racing Team.
- ** Shinichi Ito participó en el GP de Japón con HRC, pero sin el patrocinio de Repsol.

#### 2012

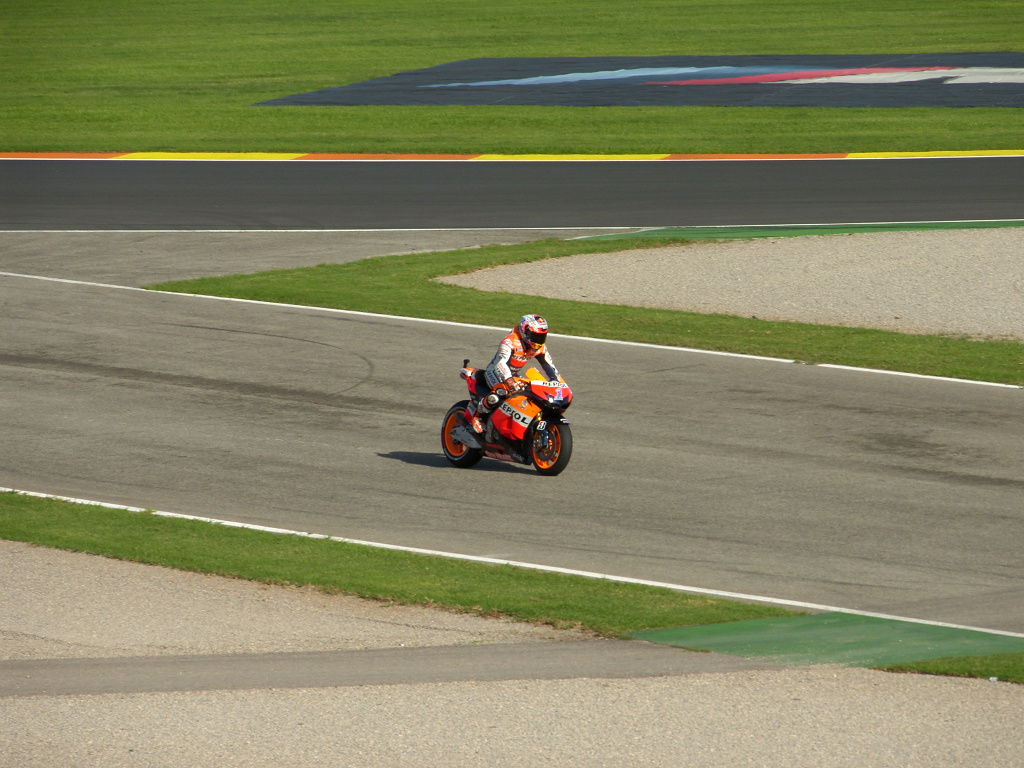
Último Gran Premio de Stoner

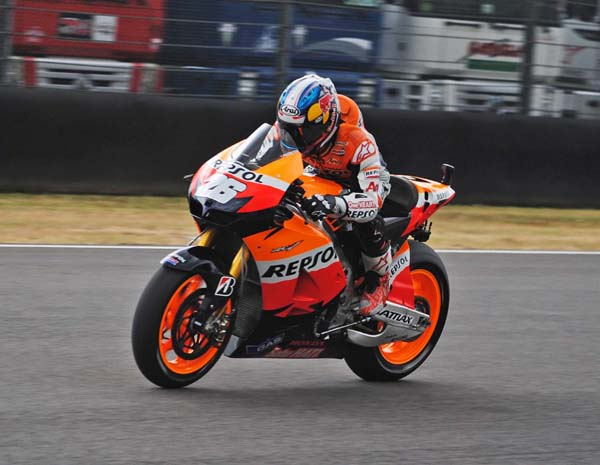
Pedrosa en Mugello en 2012

La temporada 2012, con Stoner y Pedrosa, comienza con una reñida batalla frente a la Yamaha oficial de Jorge Lorenzo.
Pedrosa se mantiene todas las carreras que finaliza en el podio, salvo la carrera en mojado de Francia, logrando siete victorias, su récord personal en la máxima categoría del Mundial de Motociclismo y el subcampeonato final. Stoner, por su parte, logra cuatro victorias antes de retirarse temporalmente por una lesión de escafoides. El británico Jonathan Rea le sustituyó en dos Grandes Premios. Tras su regreso logró una nueva victoria y finalizó tercero en el Campeonato.
La reglamentación volvió a cambiar, permitiendo motores de 1000cc de 4 cilindros y un límite de 21 litros por depósito.
| Dorsal | Piloto       | Moto   | Neu. | QAT | ESP | POR | FRA | CAT | GBR | NED | ALE | ITA | USA | IND | CZE | RSM | ARA | JAP | MAL | AUS | VAL | Puntos | Posición |
| ------ | ------------ | ------ | ---- | --- | --- | --- | --- | --- | --- | --- | --- | --- | --- | --- | --- | --- | --- | --- | --- | --- | --- | ------ | -------- |
| 26     | Dani Pedrosa | RC213V | B    | 2   | 3   | 3   | 4   | 2   | 3   | 2   | 1   | 2   | 3   | 1   | 1   | Ret | 1   | 1   | 1   | Ret | 1   | 332    | 2.º      |
| 1      | Casey Stoner | RC213V | B    | 3   | 1   | 1   | 3   | 4   | 2   | 1   | Ret | 8   | 1   | 4   |     |     |     | 5   | 3   | 1   | 3   | 254    | 3.º      |
| 56     | Jonathan Rea | RC213V | B    |     |     |     |     |     |     |     |     |     |     |     |     | 8   | 7   |     |     |     |     | 17     | 21.º     |

## Era Márquez

### Dominio de Marc Márquez

#### 2013

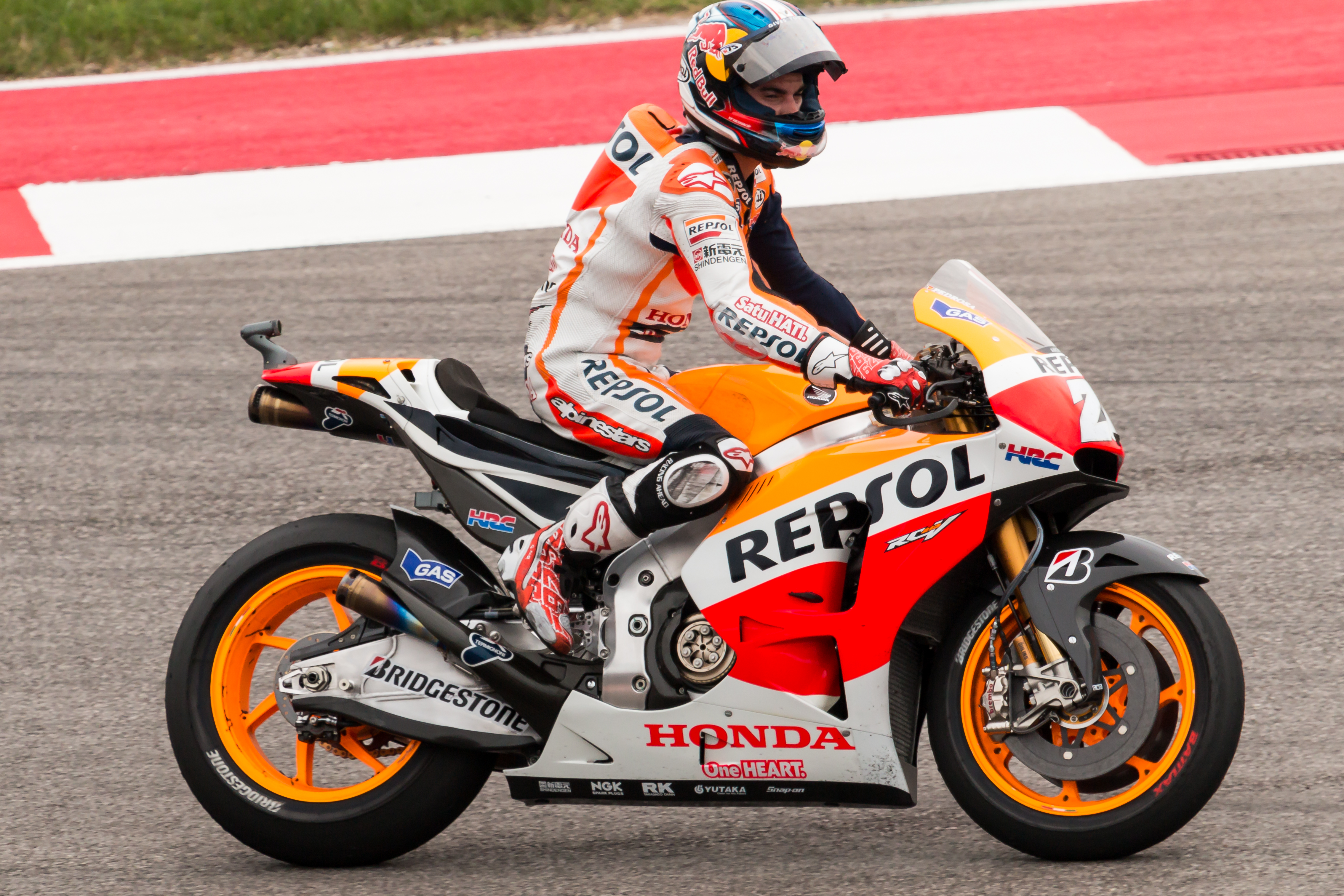
Pedrosa tras finalizar el GP Indianápolis de 2013

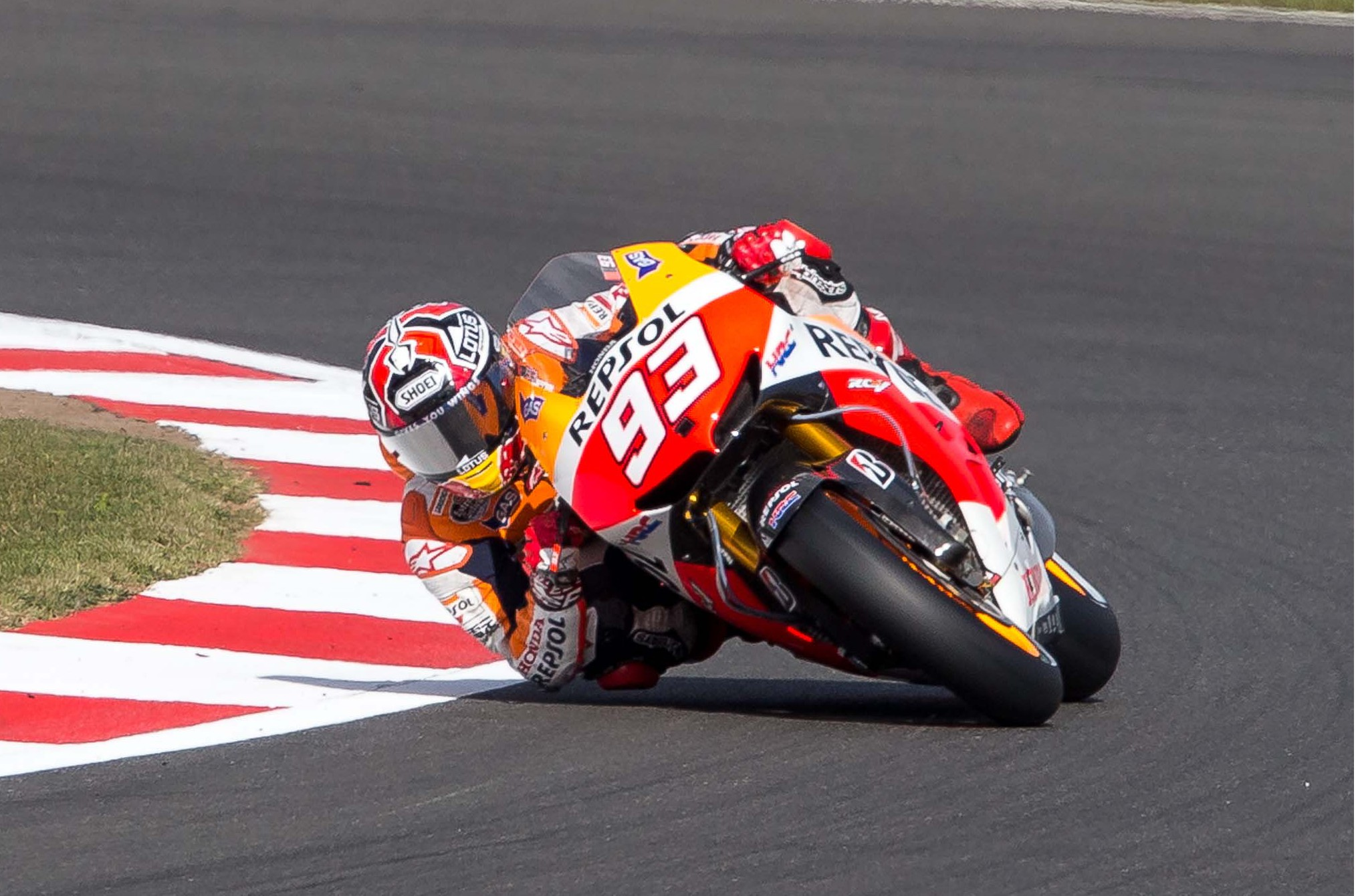
Marc Márquez durante los entrenamientos del GP de Silverstone de 2013

Casey Stoner confirma su retirada definitiva de la competición al finalizar la temporada 2012. Por su parte, Honda forma un equipo completamente español para 2013, puesto que se hace con el fichaje del español Marc Márquez, campeón en la temporada anterior de Moto2, haciendo que se flexibilizaran las normas puesto que se prohibió temporadas atrás que un debutante se incorporara a un equipo de fábrica.
Su debut en la máxima categoría está repleta de récords, siendo el más joven en ganar una carrera en la máxima categoría del motociclismo, superando a su compañero Pedrosa, Lorenzo y al mítico Freddie Spencer, y también en hacerlo por dos veces consecutivas. Logró seis victorias, cuatro de ellas consecutivas, siendo el único debutante en conseguirlo, además de podios en todas las carreras en las que cruzó la línea de meta, lo que le sirvieron para conquistar el Campeonato, convirtiéndose en el más joven en hacerlo, igualando al "marciano" Kenny Roberts en hacerlo en la temporada de su debut. También fue el más joven en lograr una vuelta rápida, el más joven en subir al podio y en hacerlo dos y tres veces consecutivas, el más joven en lograr una 'pole' y el cuarto y más joven en lograr los campeonatos de las tres categorías y otros tantos récords más.
Dani Pedrosa consiguió tres victorias y numerosos podios, finalizando tercero en la temporada.
| Dorsal | Piloto       | Moto   | Neu. | QAT | AME | ESP | FRA | ITA | CAT | NED | ALE | USA | IND | CZE | GBR | RSM | ARA | MAL | AUS | JAP | VAL | Puntos | Posición |
| ------ | ------------ | ------ | ---- | --- | --- | --- | --- | --- | --- | --- | --- | --- | --- | --- | --- | --- | --- | --- | --- | --- | --- | ------ | -------- |
| 93     | Marc Márquez | RC213V | B    | 3   | 1   | 2   | 3   | Ret | 3   | 2   | 1   | 1   | 1   | 1   | 2   | 2   | 1   | 2   | DSQ | 2   | 3   | 334    | 1.º      |
| 26     | Dani Pedrosa | RC213V | B    | 4   | 2   | 1   | 1   | 2   | 2   | 4   | DNS | 5   | 2   | 2   | 3   | 3   | Ret | 1   | 2   | 3   | 2   | 300    | 3.º      |

#### 2014

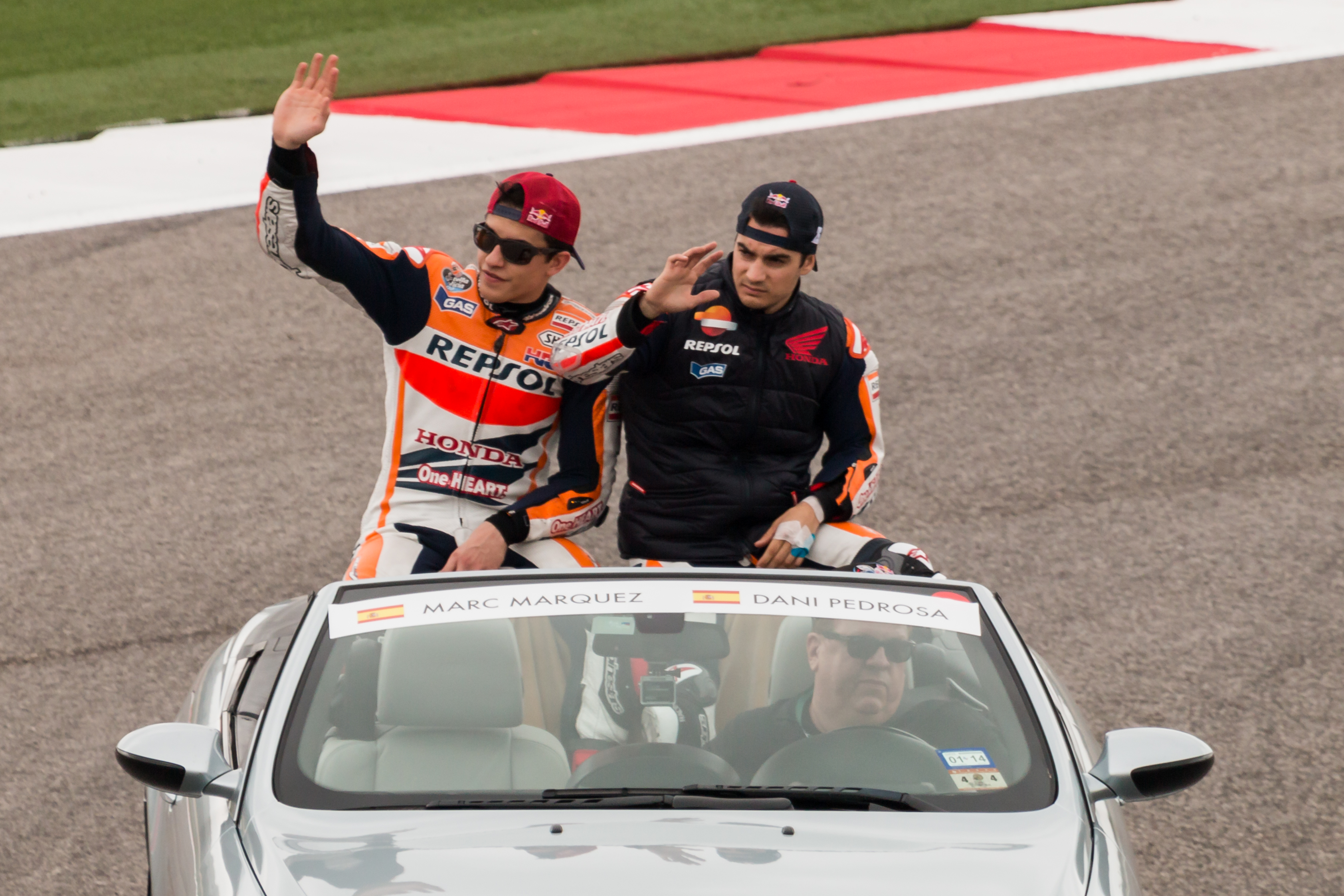
Márquez y Pedrosa en el Indianapolis Motor Speedway

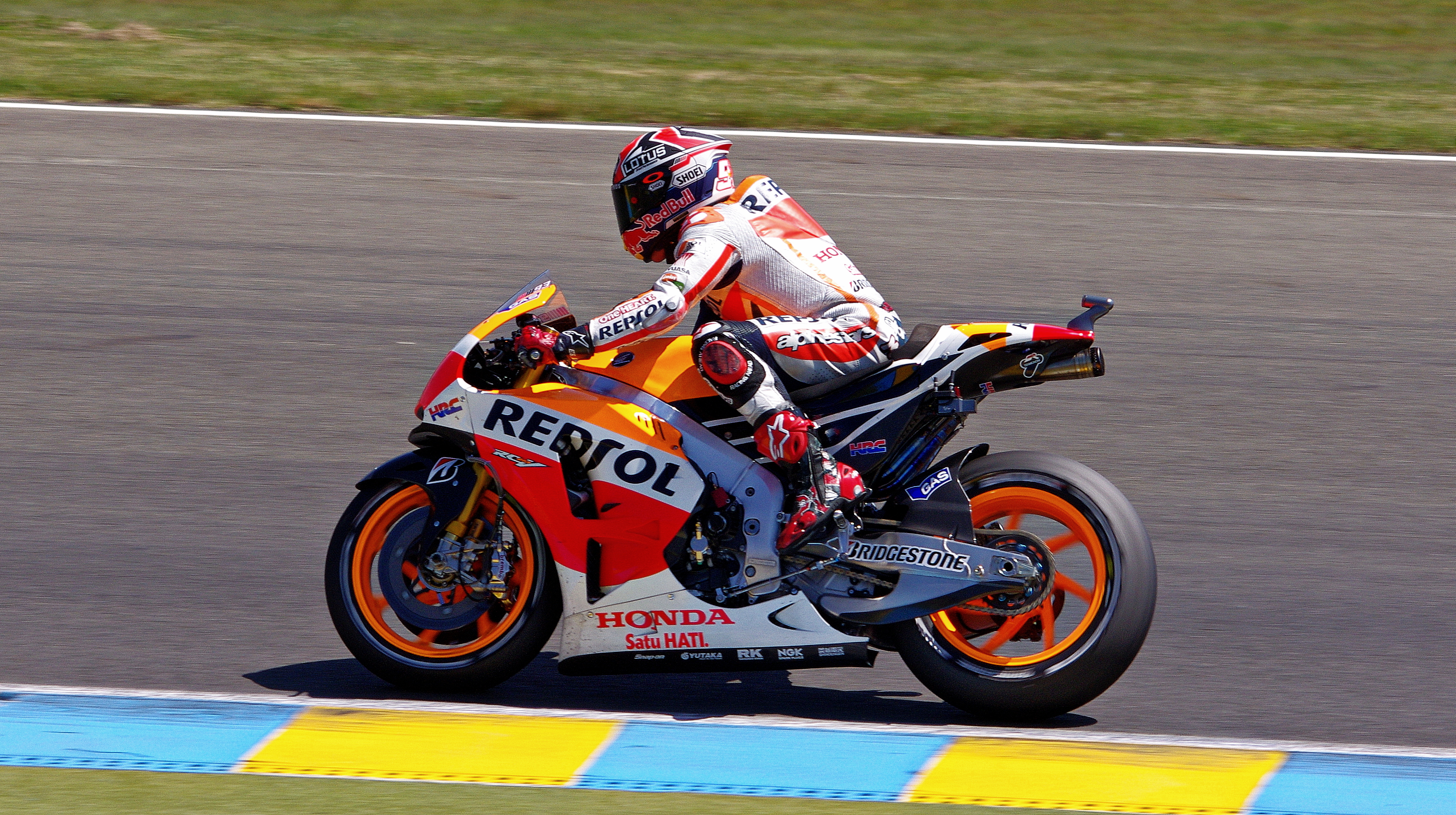
Márquez en el GP de Francia 2014

La temporada 2014, el flamante campeón comenzó con dudas, ya que se lesionó durante la pretemporada y había dudas de que pudiera comenzar el campeonato y defender el logrado la temporada anterior. Marc Márquez llega a tiempo de disputar el primer Gran Premio e incluso consigue la victoria en las primeras diez carreras del año, consiguiendo un total de trece a final de temporada, superando el récord de doce de Mick Doohan en 1997 y revalidándolo por segundo año consecutivo, algo que Honda no hacía desde los dos campeonatos consecutivos de Valentino Rossi, y siendo Márquez el más joven en conseguirlo, superando a Mike Hailwood.
Por su parte, Dani Pedrosa subió varias veces al podio y logró una victoria, la primera que no consiguió Márquez, siendo la undécima seguida del equipo en la temporada. Finalizó cuarto en la clasificación final del Mundial.
| Dorsal | Piloto       | Moto   | Neu. | QAT | AME | ARG | ESP | FRA | ITA | CAT | NED | ALE | IND | CZE | GBR | RSM | ARA | JAP | AUS | MAL | VAL | Puntos | Posición |
| ------ | ------------ | ------ | ---- | --- | --- | --- | --- | --- | --- | --- | --- | --- | --- | --- | --- | --- | --- | --- | --- | --- | --- | ------ | -------- |
| 93     | Marc Márquez | RC213V | B    | 1   | 1   | 1   | 1   | 1   | 1   | 1   | 1   | 1   | 1   | 4   | 1   | 15  | 13  | 2   | Ret | 1   | 1   | 362    | 1.º      |
| 26     | Dani Pedrosa | RC213V | B    | 3   | 2   | 2   | 3   | 5   | 4   | 3   | 3   | 2   | 4   | 1   | 4   | 3   | 14  | 4   | Ret | Ret | 3   | 246    | 4.º      |

### Detrás de Yamaha

#### 2015

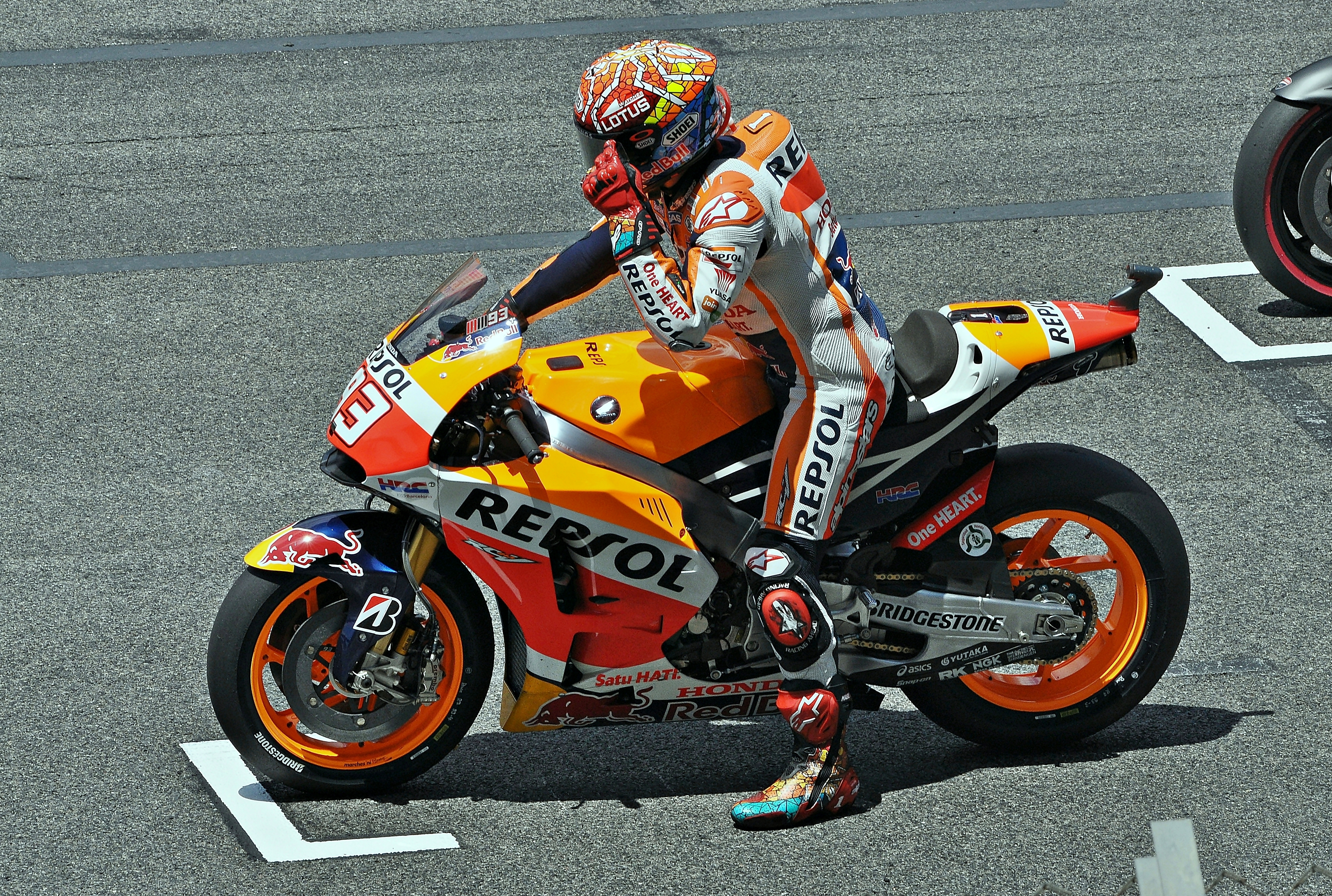
Márquez, GP de Catalunya

Tras dos temporadas consecutivas conquistando el título de pilotos y de marcas. Márquez y Pedrosa no consiguen mantener la regularidad y pasan a situarse detrás de las Yamahas oficiales de Jorge Lorenzo y Valentino Rossi, finalizando en tercera y cuarta posición, correspondientemente.
Marc Márquez consiguió cinco victorias, mientras que Pedrosa, por su parte, subió dos veces a lo más alto del cajón.
| Dorsal | Piloto           | Moto   | Neu. | QAT | AME | ARG | ESP | FRA | ITA | CAT | NED | ALE | IND | CZE | GBR | RSM | ARA | JAP | AUS | MAL | VAL | Pts. | Pos.   |
| ------ | ---------------- | ------ | ---- | --- | --- | --- | --- | --- | --- | --- | --- | --- | --- | --- | --- | --- | --- | --- | --- | --- | --- | ---- | ------ |
| 93     | Marc Márquez     | RC213V | B    | 5   | 1   | Ret | 2   | 4   | Ret | Ret | 2   | 1   | 1   | 2   | Ret | 1   | Ret | 4   | 1   | Ret | 2   | 242  | 3.º    |
| 26     | Dani Pedrosa     | RC213V | B    | 6   |     |     |     | 16  | 4   | 3   | 8   | 2   | 4   | 5   | 5   | 9   | 2   | 1   | 5   | 1   | 3   | 206  | 4.º    |
| 7      | Hiroshi Aoyama   | RC213V | B    |     | 11  | Ret | Ret |     |     |     |     |     |     |     |     |     |     |     |     |     |     | 4    | 25.º*  |
| 72     | Takumi Takahashi | RC213V | B    |     |     |     |     |     |     |     |     |     |     |     |     |     |     | 12  |     |     |     | 3    | 26.º** |

- Hiroshi Aoyama sustituyó a Dani Pedrosa en los Grandes Premios de las Américas, Argentina y España, pero el GP de Alemania compitió en el AB Motoracing.
- Takumi Takahashi participó en el GP de Japón con HRC, pero con el patrocinio de Nissin en lugar de Repsol.

### De vuelta a la senda de las victorias

#### 2016
| Dorsal | Piloto         | Moto   | Neu. | QAT | ARG | AME | ESP | FRA | ITA | CAT | NED | ALE | AUT | CZE | GBR | RSM | ARA | JAP | AUS | MAL | VAL | Puntos | Posición |
| ------ | -------------- | ------ | ---- | --- | --- | --- | --- | --- | --- | --- | --- | --- | --- | --- | --- | --- | --- | --- | --- | --- | --- | ------ | -------- |
| 93     | Marc Márquez   | RC213V | M    | 3   | 1   | 1   | 3   | 13  | 2   | 2   | 2   | 1   | 5   | 3   | 4   | 4   | 1   | 1   | Ret | 11  | 2   | 298    | 1.º      |
| 26     | Dani Pedrosa   | RC213V | M    | 5   | 3   | Ret | 4   | 4   | 4   | 3   | 12  | 6   | 7   | 12  | 5   | 1   | 6   | DNS |     |     | Ret | 155    | 6.º      |
| 7      | Hiroshi Aoyama | RC213V | M    |     |     |     |     |     |     |     |     |     |     |     |     |     |     |     |     | 16  |     | 1      | 25.º     |
| 73     | Hiroshi Aoyama | RC213V | M    |     |     |     |     |     |     |     |     |     |     |     |     |     |     | 15  |     |     |     | 1      | 25.º     |
| 69     | Nicky Hayden   | RC213V | M    |     |     |     |     |     |     |     |     |     |     |     |     |     |     |     | 17  |     |     | 0      | 26.º     |

- Nicky Hayden sustituyó a Dani Pedrosa en el GP de Australia, pero el GP de Aragón compitió con el Estrella Galicia 0,0 Marc VDS.

#### 2017
| Dorsal | Piloto       | Moto   | Neu. | QAT | ARG | AME | ESP | FRA | ITA | CAT | NED | ALE | CZE | AUT | GBR | RSM | ARA | JAP | AUS | MAL | VAL | Puntos | Posición |
| ------ | ------------ | ------ | ---- | --- | --- | --- | --- | --- | --- | --- | --- | --- | --- | --- | --- | --- | --- | --- | --- | --- | --- | ------ | -------- |
| 93     | Marc Márquez | RC213V | M    | 4   | Ret | 1   | 2   | Ret | 6   | 2   | 3   | 1   | 1   | 2   | Ret | 1   | 1   | 2   | 1   | 4   | 3   | 298    | 1.º      |
| 26     | Dani Pedrosa | RC213V | M    | 5   | Ret | 3   | 1   | 3   | Ret | 3   | 13  | 3   | 2   | 3   | 7   | 14  | 2   | Ret | 12  | 5   | 1   | 210    | 4.º      |

#### 2018
| Dorsal | Piloto       | Moto   | Neu. | QAT | ARG | AME | ESP | FRA | ITA | CAT | NED | ALE | CZE | AUT | GBR | RSM | ARA | THA | JAP | AUS | MAL | VAL | Puntos | Posición |
| ------ | ------------ | ------ | ---- | --- | --- | --- | --- | --- | --- | --- | --- | --- | --- | --- | --- | --- | --- | --- | --- | --- | --- | --- | ------ | -------- |
| 93     | Marc Márquez | RC213V | M    | 2   | 18  | 1   | 1   | 1   | 16  | 2   | 1   | 1   | 3   | 2   | C   | 2   | 1   | 1   | 1   | Ret | 1   | Ret | 321    | 1.º      |
| 26     | Dani Pedrosa | RC213V | M    | 7   | Ret | 7   | Ret | 5   | Ret | 5   | 15  | 8   | 8   | 7   | C   | 6   | 5   | Ret | 8   | Ret | 5   | 5   | 117    | 11.º     |

### Llegada de Jorge Lorenzo

#### 2019
El 5 de junio de 2018 se hace oficial que Dani Pedrosa abandonará el equipo Repsol Honda al final de temporada y al día siguiente se anuncia la contratación de Jorge Lorenzo para las próximas dos temporadas.
Tras la lesión de Jorge Lorenzo en el FP1 de Assen, Stefan Bradl se encarga de sustituirlo en Alemania. Lorenzo tenía pensado volver en la República Checa, pero finalmente no regresó hasta Silverstone, siendo nuevamente sustituido por Bradl en Brno y Austria.
| Dorsal | Piloto        | Moto   | Neu. | QAT | ARG | AME | ESP | FRA | ITA | CAT | NED | ALE | CZE | AUT | GBR | RSM | ARA | THA | JAP | AUS | MAL | VAL | Puntos | Posición |
| ------ | ------------- | ------ | ---- | --- | --- | --- | --- | --- | --- | --- | --- | --- | --- | --- | --- | --- | --- | --- | --- | --- | --- | --- | ------ | -------- |
| 93     | Marc Márquez  | RC213V | M    | 2   | 1   | Ret | 1   | 1   | 2   | 1   | 2   | 1   | 1   | 2   | 2   | 1   | 1   | 1   | 1   | 1   | 2   | 1   | 420    | 1.º      |
| 99     | Jorge Lorenzo | RC213V | M    | 13  | 12  | Ret | 12  | 11  | 13  | Ret | WD  | INJ | INJ | INJ | 14  | 14  | 20  | 18  | 17  | 16  | 14  | 13  | 28     | 19.º     |
| 6      | Stefan Bradl  | RC213V | M    |     |     |     | 10  |     |     |     |     | 10  | 15  | 13  |     |     |     |     |     |     |     |     | 16     | 21.º     |

- Stefan Bradl participa en el GP de España sin el patrocinio de Repsol.

### Hermanos Márquez

#### 2020
Tras las múltiples lesiones sufridas desde octubre de 2018 y sin poder adaptarse a la Honda, Jorge Lorenzo anuncia su retirada del motociclismo al final de la temporada 2019. Álex Márquez, campeón del mundo de Moto2 ocupa su plaza dentro del equipo Repsol Honda, convirtiéndose junto con Marc Márquez en la primera pareja de hermanos en compartir equipo en MotoGP. La temporada se vio truncada por la lesión de Marc Márquez en la primera ronda del campeonato en Jerez, quien sería sustituido por Stefan Bradl hasta final de temporada. Tras cuatro temporadas seguidas la escudería no logra el campeonato de pilotos, así como tampoco se logra el de escuderías tras tres títulos consecutivos. Además se convierte en la primera temporada sin victorias del Repsol Honda desde 2005, lográndose únicamente dos podios de Álex Márquez en Francia y en Aragón.
| Dorsal | Piloto       | Moto   | Neu. | QAT | ESP | AND | CZE | AUT | EST | SMR | ERO | CAT | FRA | ARA | TER | EUR | VAL | POR | Puntos | Posición |
| ------ | ------------ | ------ | ---- | --- | --- | --- | --- | --- | --- | --- | --- | --- | --- | --- | --- | --- | --- | --- | ------ | -------- |
| 73     | Álex Márquez | RC213V | M    | C   | 12  | 8   | 15  | 15  | 14  | 17  | 7   | 13  | 2   | 2   | Ret | Ret | 16  | 9   | 74     | 14.º     |
| 93     | Marc Márquez | RC213V | M    | C   | Ret | WD  | INJ | INJ | INJ | INJ | INJ | INJ | INJ | INJ | INJ | INJ | INJ | INJ | 0      | NC       |
| 6      | Stefan Bradl | RC213V | M    |     |     |     | 18  | 19  | 22  | 18  | WD  | 17  | 8   | 17  | 12  | 12  | 14  | 7   | 27     | 19.º     |

### Dupla Marc Márquez - Pol Espargaró

#### 2021
A pesar de lograr los dos únicos podios del equipo oficial durante 2020, se decide bajar a Álex Márquez al LCR de cara a 2021 para dejar su moto a Pol Espargaró, quien firma un contrato de dos temporadas.
La temporada se inicia con el final de la recuperación de la lesión de Marc Márquez, quien se pierde las dos primeras carreras del campeonato en el circuito de Losail siendo sustituido por Stefan Bradl. A pesar de no lograr volver a luchar por el campeonato como las temporadas previas a la lesión, Márquez logra tres victorias en Alemania, Américas y Emilia-Romaña, mientras que Espargaró logra su mejor resultado con el segundo puesto en Emilia-Romaña, su único podio. En el campeonato por equipos el Repsol Honda finaliza la temporada en quinta posición.
| Dorsal | Piloto        | Moto   | Neu. | QAT | DOH | POR | ESP | FRA | ITA | CAT | GER | NED | EST | AUT | GBR | ARA | RSM | AME | ERO | ALG | VAL | Puntos | Posición |
| ------ | ------------- | ------ | ---- | --- | --- | --- | --- | --- | --- | --- | --- | --- | --- | --- | --- | --- | --- | --- | --- | --- | --- | ------ | -------- |
| 44     | Pol Espargaró | RC213V | M    | 8   | 13  | Ret | 10  | 8   | 12  | Ret | 10  | 10  | 16  | 16  | 5   | 13  | 7   | 10  | 2   | 6   | DNS | 100    | 12.º     |
| 93     | Marc Márquez  | RC213V | M    |     |     | 7   | 9   | Ret | Ret | Ret | 1   | 7   | 8   | 15  | Ret | 2   | 4   | 1   | 1   | INJ |     | 142    | 7.º      |
| 6      | Stefan Bradl  | RC213V | M    | 11  | 14  |     |     |     |     |     |     |     |     |     |     |     |     |     |     | 15  |     | 8      | 24.º     |

#### 2022
Para 2022 se mantiene a Pol Espargaró y a Marc Márquez como pilotos oficiales, pero las múltiples lesiones de Márquez hacen que Stefan Bradl tenga que sustituirle en múltiples ocasiones de nuevo.
Deportivamente comienza el ocaso en la pista de Honda al no lograr Pol Espargaró los resultados esperados y ver como las múltiples lesiones de Marc Márquez, quien fue el mejor piloto de la marca durante la temporada, le separan de la senda del triunfo. Los pilotos no lograrán ninguna victoria durante la temporada y únicamente solo se conseguirán dos podios, el segundo puesto de Márquez en Australia y el tercer puesto de Espargaró en Catar.
| Dorsal | Piloto        | Moto   | Neu. | QAT | INA | ARG | AME | POR | SPA | FRA | ITA | CAT | GER | NED | GBR | AUT | RSM | ARA | JPN | THA | AUS | MAL | VAL | Puntos | Posición |
| ------ | ------------- | ------ | ---- | --- | --- | --- | --- | --- | --- | --- | --- | --- | --- | --- | --- | --- | --- | --- | --- | --- | --- | --- | --- | ------ | -------- |
| 44     | Pol Espargaró | RC213V | M    | 3   | 12  | Ret | 13  | 9   | 11  | 11  | Ret | 17  | Ret | DNS | 14  | 16  | Ret | 15  | 12  | 14  | 11  | 14  | Ret | 56     | 16.º     |
| 93     | Marc Márquez  | RC213V | M    | 5   | DNS | INJ | 6   | 6   | 4   | 6   | 10  |     |     |     |     |     |     | Ret | 4   | 5   | 2   | 7   | Ret | 113    | 13.º     |
| 6      | Stefan Bradl  | RC213V | M    |     |     | 19  |     |     |     |     |     | Ret | 16  | 18  | 19  | 17  | 14  |     |     |     |     |     |     | 2      | 26.º     |

### La llegada de Mir y el fin de la era Márquez
Tras el final de la temporada 2022 se decide no renovar a Pol Espargaró y fichar al campeón del mundo 2020 Joan Mir. Esta será la última temporada de Marc Márquez en el Repsol Honda después diez temporadas tras anunciarse que no completará su contrato con final en 2024 debido al bajón de rendimiento deportivo de la moto Honda.
Tanto Stefan Bradl como Iker Lecuona harán participación en la temporada debido a lesiones de Mir y Márquez.
A nivel deportivo se consuma la debacle en Honda, con un año marcado por la aparición de la carrera sprint en sábado donde únicamente Marc Márquez será capaz de puntuar en siete de los veinte grandes premios con tres podios. En las carreras del domingo solo se logrará un podio, el tercer puesto de Marc Márquez en Japón y se consumará un récord de caídas por parte de Márquez y de Honda.
| Dorsal | Piloto       | Moto   | Neu. | POR  | ARG | AME | SPA | FRA  | ITA  | GER | NED | GBR | AUT | CAT | RSM | IND | JPN | INA | AUS | THA | MAL | QAT | VAL  | Puntos | Posición |
| ------ | ------------ | ------ | ---- | ---- | --- | --- | --- | ---- | ---- | --- | --- | --- | --- | --- | --- | --- | --- | --- | --- | --- | --- | --- | ---- | ------ | -------- |
| 36     | Joan Mir     | RC213V | M    | 11   | DNS | Ret | Ret | Ret  | DNS  |     |     | Ret | Ret | 17  | Ret | 5   | 12  | Ret | Ret | 12  | Ret | 14  | DNS  | 26     | 22.º     |
| 93     | Marc Márquez | RC213V | M    | Ret3 |     |     |     | Ret5 | Ret7 | DNS | DNS | Ret | 12  | 13  | 7   | 93  | 37  | Ret | 15  | 64  | 13  | 11  | Ret3 | 96     | 13.º     |
| 6      | Stefan Bradl | RC213V | M    |      |     | Ret |     |      |      |     |     |     |     |     |     |     |     |     |     |     |     |     |      | 0      | NC       |
| 6      | Iker Lecuona | RC213V | M    |      |     |     | 16  |      |      |     | Ret |     |     |     |     |     |     |     |     |     |     |     |      | 0      | NC       |

## Era post-Márquez y final de ciclo con Repsol

### Llegada de Luca Marini

#### 2024
Luca Marini se convierte en el nuevo piloto del Repsol Honda tras la salida de Marc Márquez y forma dupla con Joan Mir de cara a la temporada 2024. En ese año, Repsol perdió mucho protagonismo en la moto y Red Bull dejó el equipo. En mayo de 2024 se difundieron rumores de la ruptura de Repsol con Honda, lo cual se confirmó en septiembre de ese mismo año, poniendo fin a 30 años de asociación. En el plano deportivo se marca como el peor equipo de la parrilla y se queda sumergido en una crisis total.
| Dorsal | Piloto      | Moto   | Neu. | QAT | POR | AME | SPA | FRA | CAT | ITA | NED | GER | GBR | AUT | ARA | RSM | ERO | INA | JPN | AUS | THA | MAL | SLD | Puntos | Posición |
| ------ | ----------- | ------ | ---- | --- | --- | --- | --- | --- | --- | --- | --- | --- | --- | --- | --- | --- | --- | --- | --- | --- | --- | --- | --- | ------ | -------- |
| 10     | Luca Marini | RC213V | M    | 20  | 17  | 16  | 17  | 16  | 17  | 20  | 17  | 15  | 17  | Ret | 17  | DNS | 12  | Ret | 14  | 14  | 12  | 15  | 16  | 14     | 22º      |
| 36     | Joan Mir    | RC213V | M    | 13  | 12  | Ret | 129 | Ret | 15  | Ret | Ret | 18  | Ret | 17  | 15  | DNS | 11  | Ret | Ret | Ret | 15  | Ret | Ret | 21     | 21º      |

#### 2025
De cara a la temporada 2025 y tras la pérdida de Repsol como patrocinador principal, se renombra como Honda HRC Castrol. Es por ello que Castrol se convierte en el patrocinador principal del equipo de fábrica de Honda y se mantiene a Joan Mir y Luca Marini como pilotos principales. Además se cambia el diseño de la moto ganando terreno el color rojo.
| Dorsal | Piloto      | Moto   | Neu. | THA | ARG | AME | QAT | SPA | FRA | GBR | ARA | ITA | NED | GER | CZE | AUT | HUN | CAT | RSM | JPN | INA | AUS | MAL | POR | VAL | Puntos | Posición |
| ------ | ----------- | ------ | ---- | --- | --- | --- | --- | --- | --- | --- | --- | --- | --- | --- | --- | --- | --- | --- | --- | --- | --- | --- | --- | --- | --- | ------ | -------- |
| 10     | Luca Marini | RC213V | M    |     |     |     |     |     |     |     |     |     |     |     |     |     |     |     |     |     |     |     |     |     |     |        | -º       |
| 36     | Joan Mir    | RC213V | M    |     |     |     |     |     |     |     |     |     |     |     |     |     |     |     |     |     |     |     |     |     |     |        | -º       |